# The White Lotus
The White Lotus è una serie televisiva statunitense ideata, scritta e diretta da Mike White per l'emittente televisiva HBO, che la trasmette dall'11 luglio 2021.
Originariamente concepita come una miniserie in sei parti, in seguito al rinnovo per la seconda stagione, The White Lotus è stata promossa a serie antologica e drammatica con un'ambientazione differente per ogni stagione.

## Trama
The White Lotus s'incentra sulle vicissitudini personali e professionali del personale e degli ospiti in una catena di villaggi turistici durante il corso di una settimana.

### Prima stagione
La prima stagione si svolge presso la struttura del White Lotus sita a Maui, nelle isole Hawaii. La famiglia Mossbacher include Nicole, una donna d'affari di successo; suo marito Mark, che affronta una crisi personale dopo aver scoperto di non avere il cancro, ma che il padre morì di AIDS in seguito a rapporti omosessuali, e non di cancro come aveva sempre creduto; la figlia Olivia, una giovane cinica che viaggia con l'amica Paula; il figlio Quinn, introverso e dipendente dalla tecnologia. Paula intrattiene una relazione segreta con Kai, un dipendente del resort, e lo convince a rubare i gioielli di Nicole, creando tensioni che portano alla scoperta del furto e all'arresto di Kai. Tanya McQuoid, una ricca ma fragile donna in lutto per la morte della madre, si avvicina a Belinda, la responsabile della spa del resort, promettendole di finanziare una clinica privata, ma alla fine la abbandona dopo aver trovato un nuovo interesse sentimentale. Shane e Rachel Patton, in luna di miele, iniziano subito a litigare quando Rachel si rende conto che il marito controlla la sua vita e non rispetta le sue ambizioni professionali. Shane è ossessionato da un errore nella prenotazione della loro suite e tormenta Armond, il direttore del resort, il quale, già in lotta contro la sua dipendenza, ricade nell'abuso di droghe e adotta comportamenti autodistruttivi. Armond, esasperato dalla rivalità con Shane, che gli costa anche il licenziamento, entra di nascosto nella suite di Shane e defeca nella sua valigia; Shane lo scopre e, durante il confronto, lo uccide accidentalmente con un coltello. Il corpo di Armond viene caricato sull'aereo di ritorno degli ospiti, mentre nei confronti di Shane non viene mossa alcuna accusa.

### Seconda stagione
La seconda stagione si svolge presso la struttura del White Lotus sita a Taormina, in Sicilia. Tanya McQuoid è in vacanza con l'assistente personale Portia e con Greg, che nel frattempo è diventato suo marito. L'atteggiamento distaccato di Greg spinge Tanya a cercare conforto in Quentin, un aristocratico che la introduce al suo circolo di amici gay. Tanya scopre però che Quentin e Greg stanno complottando per ucciderla e ottenere la sua eredità. Ethan e Harper Spiller sono in vacanza con Cameron e Daphne Sullivan. Ethan sospetta che Harper l'abbia tradito con Cameron, mentre Harper è turbata dal comportamento evasivo di Ethan. La tensione cresce quando Ethan affronta Cameron in mare, quasi affogandolo, ma il confronto sembra riaccendere la passione tra Ethan e Harper, salvando il loro matrimonio. Lucia, una giovane escort, e Mia, aspirante cantante, sfruttano le loro relazioni con gli ospiti per ottenere benefici. Lucia manipola Albie Di Grasso, giovane idealista in viaggio con suo padre Dominic e suo nonno Bert, convincendolo a pagarle una somma per salvarla da un finto protettore. Una volta completata la truffa, Mia viene ingaggiata come cantante principale del resort. Infine, Tanya tenta di fuggire dalla barca di Quentin ma, nel caos, scivola e muore accidentalmente. I corpi ritrovati in mare appartengono a Tanya e a Quentin ed al suo gruppo, uccisi da Tanya in un tentativo disperato di salvarsi.

### Terza stagione
La terza stagione si svolge presso la struttura del White Lotus sita a Ko Samui, in Thailandia, famosa per il suo programma di benessere sviluppato da Sritala, una dei due proprietari nonché ex attrice e cantante nota in patria. Kate, Laurie e Jaclyn, tre amiche di lunga data arrivano al resort per una vacanza di relax offerta da Jaclyn, diventata una famosa attrice in televisione. Rick Hatchett è un uomo di mezza età in vacanza con la sua giovane fidanzata Chelsea: mentre Rick cerca di mettersi sulle tracce di Jim, marito di Sritala, Chelsea conosce Chloe, un'ex modella ritiratasi a vivere nella stessa isola in cui si trova il resort e legata sentimentalmente a Greg, l'ex marito di Tanya.
 La famiglia Ratliff, composta da Timothy, Victoria e i loro figli Piper, Saxon e Lochlan, viaggia in Thailandia poiché Piper, una giovane che si è convertita al buddismo, sta cercando di scrivere una tesi su un monaco thailandese, un tema che diventa un pretesto per esplorare più a fondo le difficoltà di comunicazione tra i membri della famiglia. Belinda, la direttrice della spa della struttura hawaiana del resort, si trasferisce in Thailandia per svolgere un programma di formazione su nuove tecniche di massaggio.

## Episodi
| Stagione         | Episodi | Prima TV USA | Prima TV Italia |
| ---------------- | ------- | ------------ | --------------- |
| Prima stagione   | 6       | 2021         | 2021            |
| Seconda stagione | 7       | 2022         | 2022            |
| Terza stagione   | 8       | 2025         | 2025            |

## Personaggi e interpreti

### Stagione 1

#### Personaggi principali
- Armond, interpretato da Murray Bartlett, doppiato da Gianfranco Miranda.
Direttore del resort White Lotus alle Hawaii, si sta ristabilendo da una dipendenza da droga e da alcool ed è sobrio da cinque anni.
- Nicole Mossbacher, interpretata da Connie Britton, doppiata da Roberta Pellini.
Direttrice finanziaria di un motore di ricerca e moglie di Mark.
- Tanya McQuoid, interpretata da Jennifer Coolidge, doppiata da Anna Rita Pasanisi.
Donna inquieta la cui madre è deceduta di recente.
- Rachel, interpretata da Alexandra Daddario, doppiata da Gemma Donati.
Giornalista freelance in luna di miele col marito Shane.
- Quinn Mossbacher, interpretato da Fred Hechinger, doppiato da Giulio Bartolomei.
Figlio introverso di Nicole e Mark.
- Shane Patton, interpretato da Jake Lacy, doppiato da Emanuele Ruzza.
Viziato e benestante agente immobiliare e marito di Rachel.
- Paula, interpretata da Brittany O'Grady, doppiata da Martina Felli.
Amica di college di Olivia.
- Belinda Lindsey, interpretata da Natasha Rothwell, doppiata da Erica Necci.
Direttrice della spa dell'hotel.
- Olivia Mossbacher, interpretata da Sydney Sweeney, doppiata da Veronica Benassi.
Sfacciata figlia di Nicole e Mark, al secondo anno di college.
- Mark Mossbacher, interpretato da Steve Zahn, doppiato da Roberto Gammino.
Marito di Nicole, convinto di essere malato di tumore dei testicoli.
- Kitty, interpretata da Molly Shannon, doppiata da Laura Boccanera.
Madre di Shane.

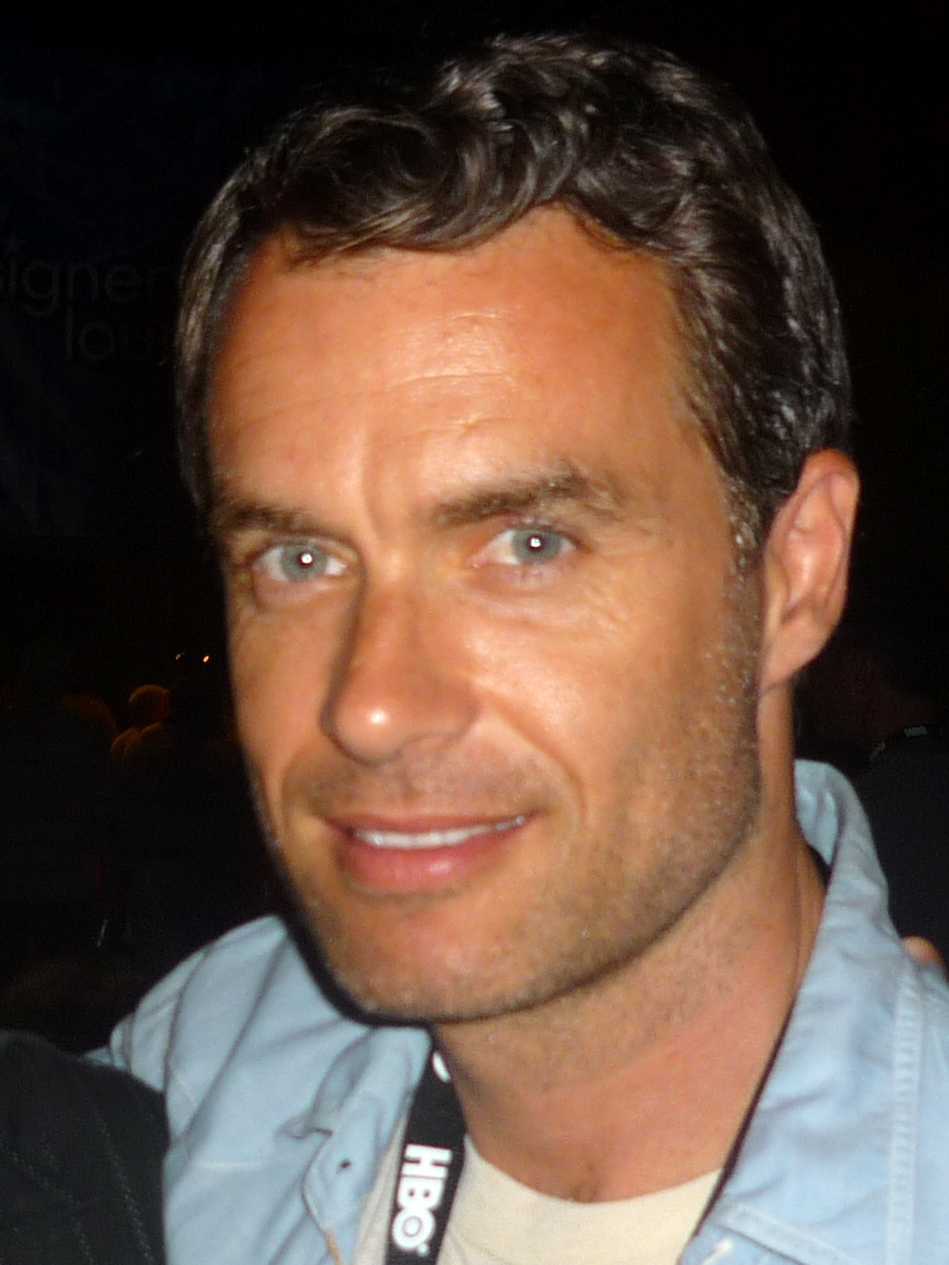
Murray Bartlett
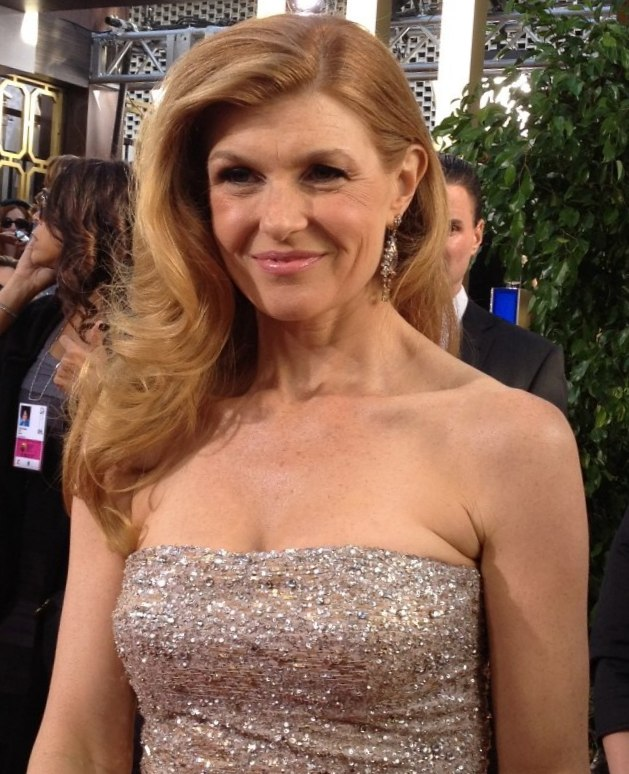
Connie Britton
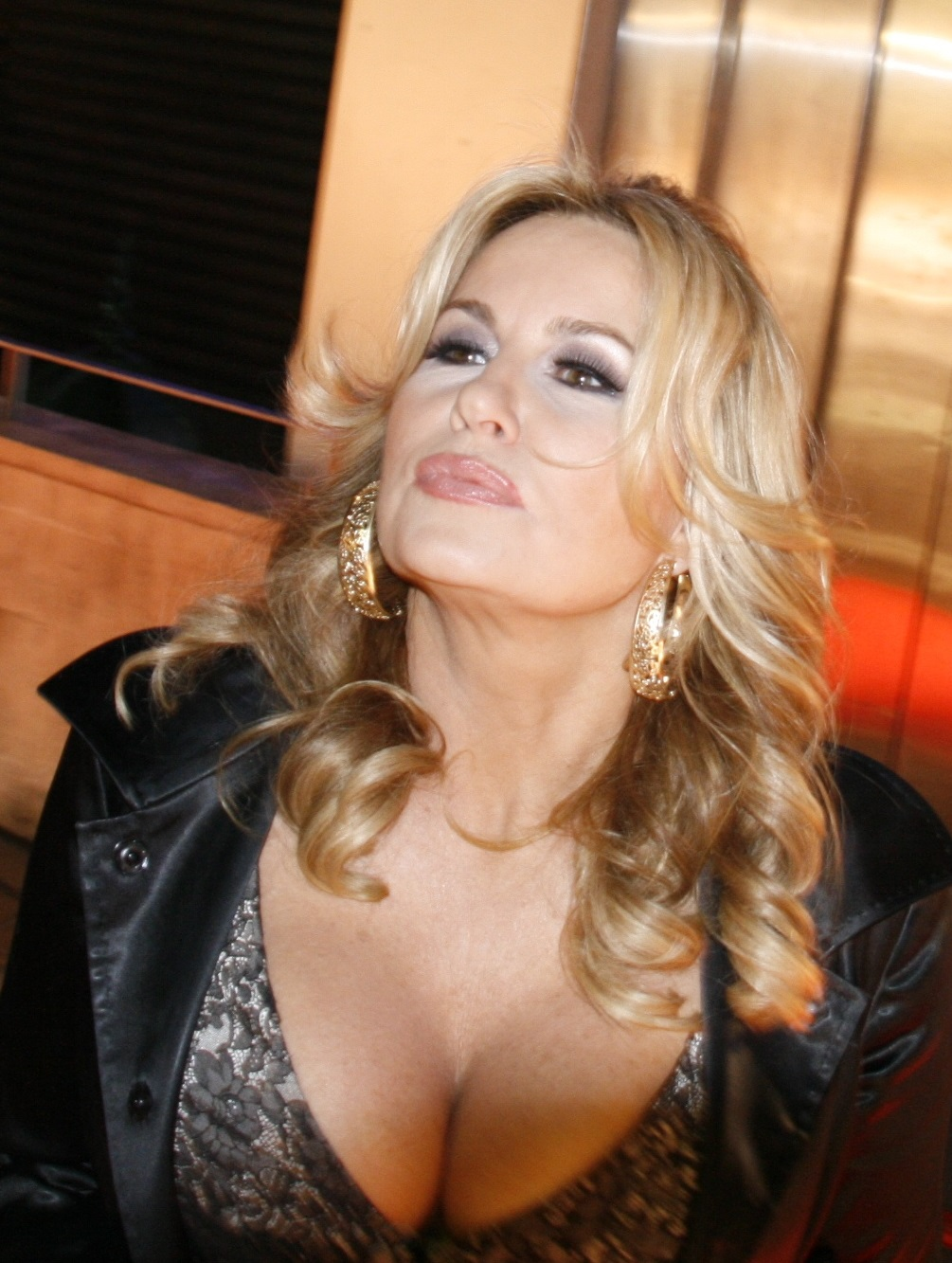
Jennifer Coolidge
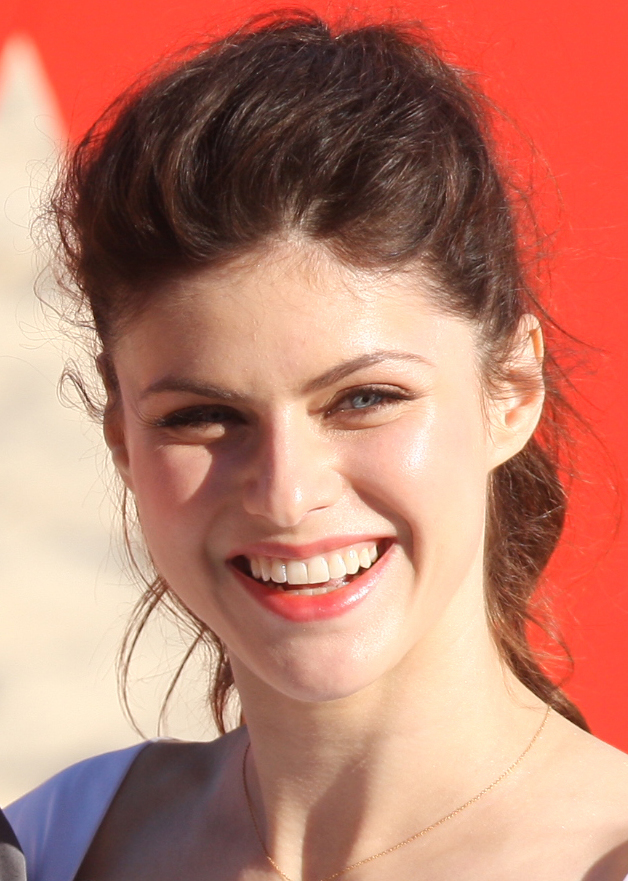
Alexandra Daddario
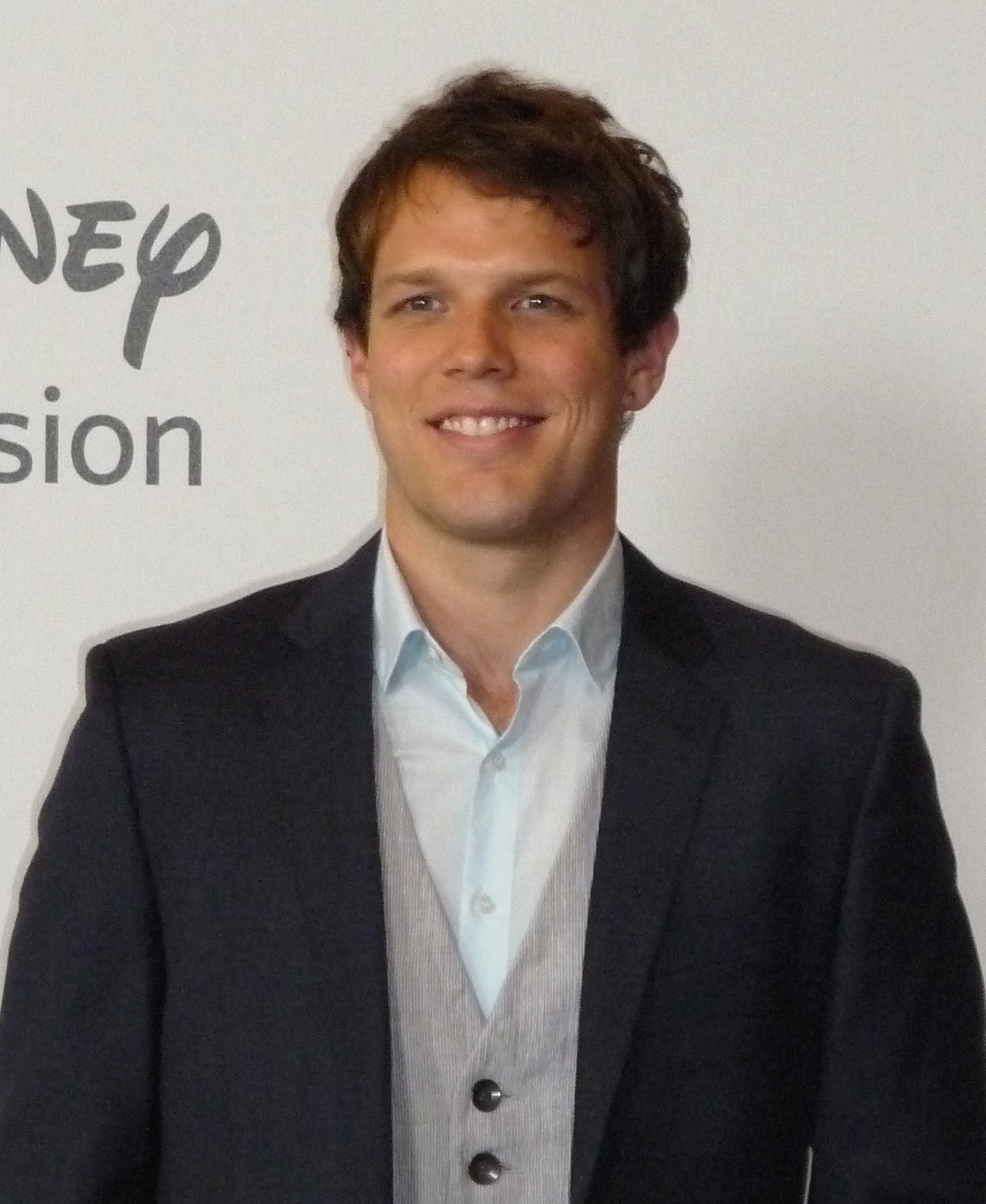
Jake Lacy
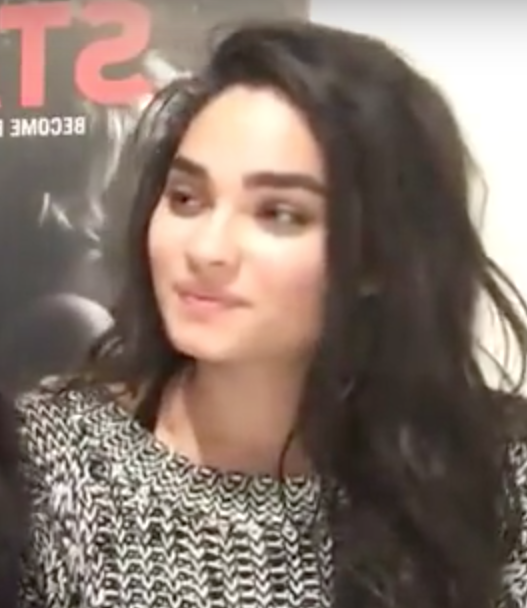
Brittany O'Grady
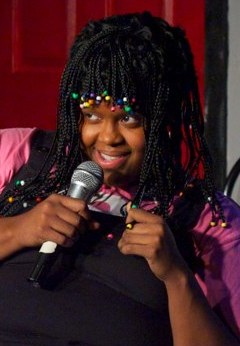
Natasha Rothwell
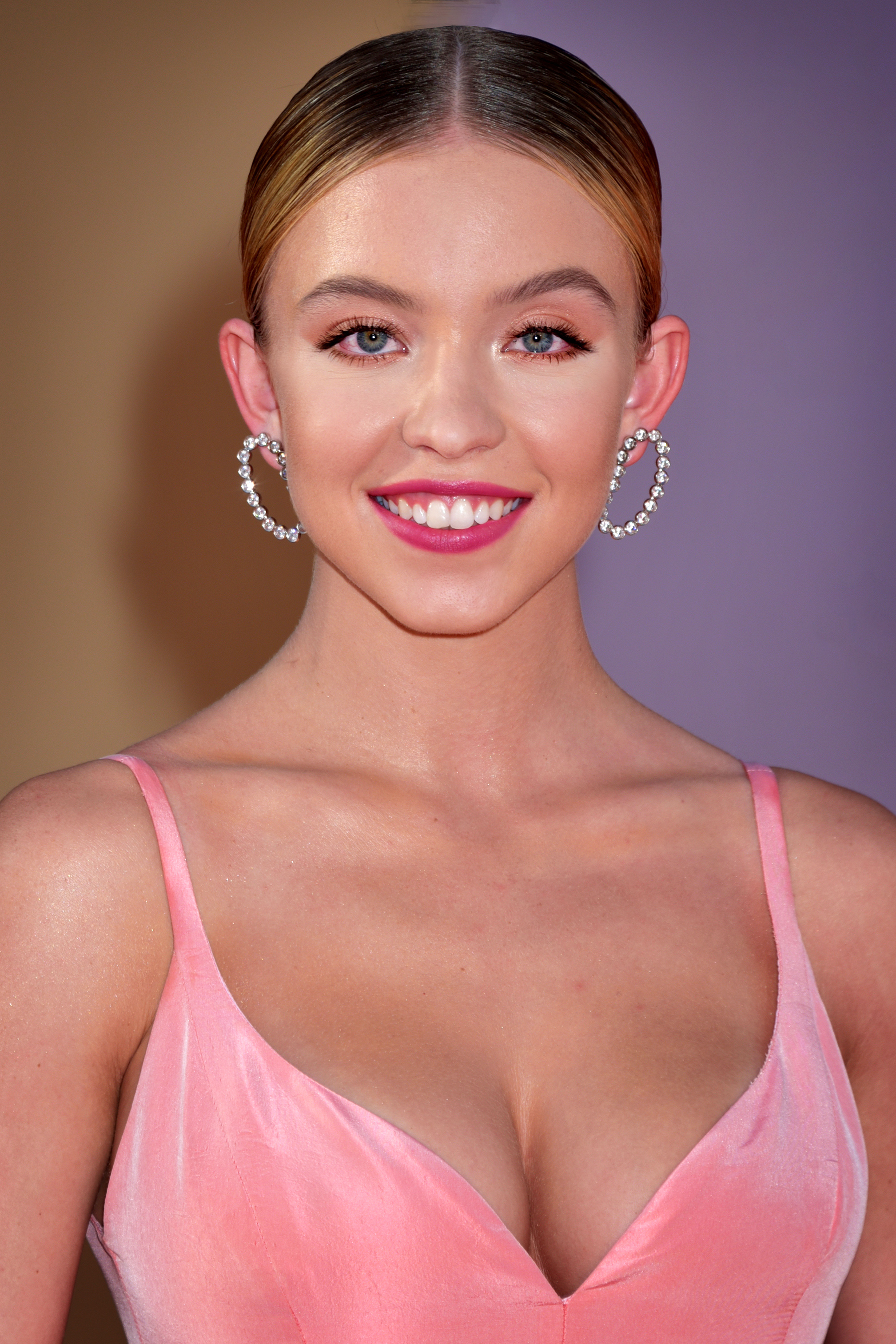
Sydney Sweeney
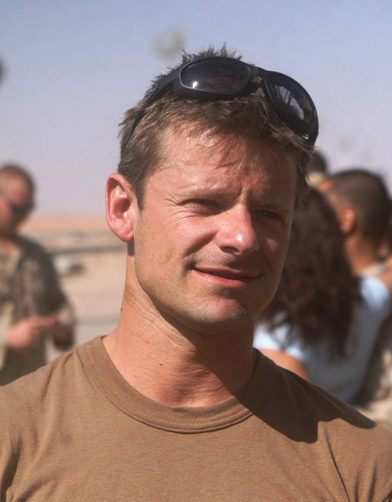
Steve Zahn
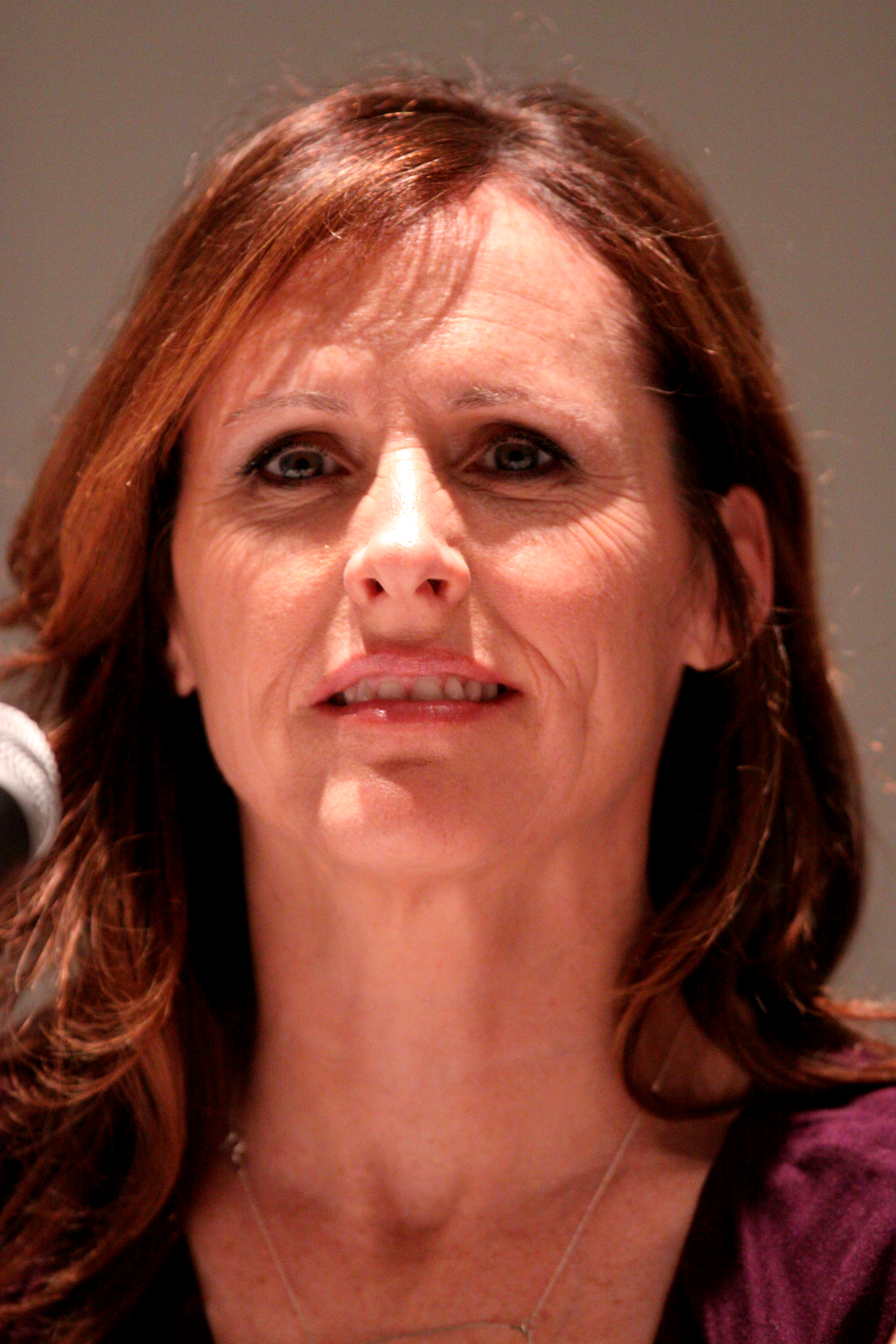
Molly Shannon

#### Personaggi secondari
- Dillon, interpretato da Lukas Gage, doppiato da Matteo Costantini.
Membro dello staff del resort.
- Hutch, interpretato da Alec Merlino.
Cameriere al resort.
- Kai, interpretato da Kekoa Scott Kekumano.
Membro dello staff del resort che inizia una relazione con Paula.
- Christie, interpretata da Christie Volkmer.
Portiere del resort.
- Greg, interpretato da Jon Gries, doppiato da Sandro Acerbo.
Ospite del resort che instaura un legame con Tanya.

### Stagione 2

#### Personaggi principali
- Bert Di Grasso, interpretato da F. Murray Abraham, doppiato da Michele Gammino.
Anziano padre donnaiolo di Dominic.
- Tanya McQuoid-Hunt, interpretata da Jennifer Coolidge, doppiata da Anna Rita Pasanisi.
Donna fragile in vacanza con suo marito Greg.
- Albie Di Grasso, interpretato da Adam DiMarco, doppiato da Andrea Di Maggio.
Figlio di Dominic, appena laureato a Stanford.
- Daphne Sullivan, interpretata da Meghann Fahy, doppiata da Veronica Puccio.
Giovane madre in vacanza con suo marito Cameron.
- Mia, interpretata e doppiata da Beatrice Grannò.
Ragazza siciliana e musicista in cerca della sua svolta.
- Greg Hunt, interpretato da Jon Gries, doppiato da Sandro Acerbo.
Neo marito di Tanya.
- Quentin, interpretato da Tom Hollander, doppiato da Francesco Bulckaen.
Benestante emigrato britannico gay in viaggio con i suoi amici e suo nipote Jack.
- Valentina, interpretata e doppiata da Sabrina Impacciatore.
Distaccata direttrice del White Lotus in Sicilia.
- Dominic Di Grasso, interpretato da Michael Imperioli, doppiato da Alessio Cigliano.
Produttore di Hollywood dipendente dal sesso, in vacanza con suo padre Bert e suo figlio Albie.
- Cameron Sullivan, interpretato da Theo James, doppiato da Marco Vivio.
Finanziere impudente e intrigante proveniente da una famiglia benestante, marito di Daphne e amico di college di Ethan.
- Harper Spiller, interpretata da Aubrey Plaza, doppiata da Eleonora Reti.
Giovane e rigida avvocatessa in vacanza con suo marito Ethan e gli amici Cameron e Daphne.
- Portia, interpretata da Haley Lu Richardson, doppiata da Margherita De Risi.
Giovane assistente di Tanya che ha portato con sé in vacanza.
- Ethan Spiller, interpretato da Will Sharpe, doppiato da Lorenzo De Angelis.
Marito di Harper che ha venduto la sua società di tecnologia.
- Lucia Greco, interpretata da Simona Tabasco, doppiata da Ughetta D'Onorascenzo.
Ragazza siciliana che frequenta il resort in cerca di lavoro e amica di Mia.
- Jack, interpretato da Leo Woodall, doppiato da Mirko Cannella.
Sfacciato e carismatico giovane dell'Essex in viaggio con suo zio Quentin.

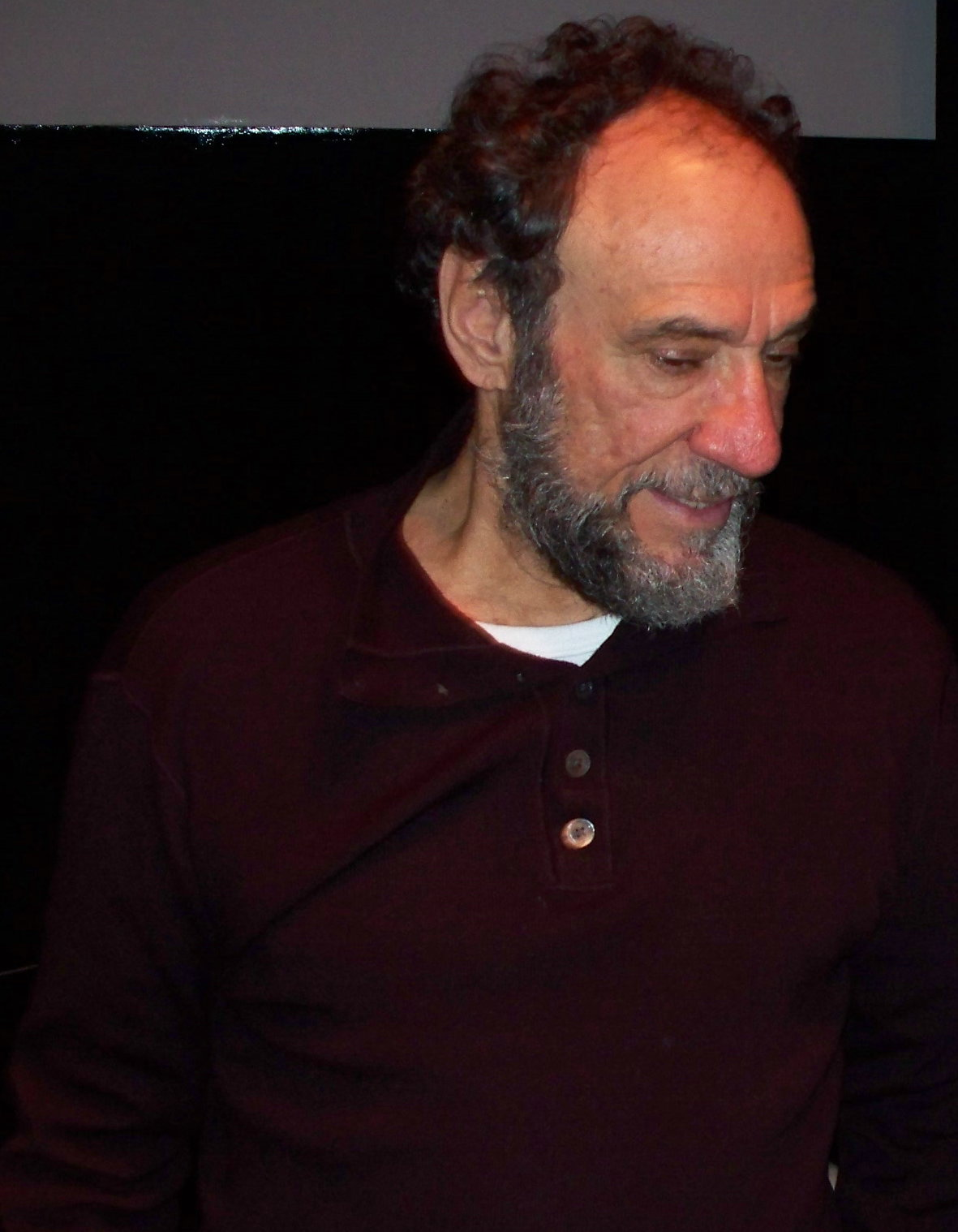
F. Murray Abraham
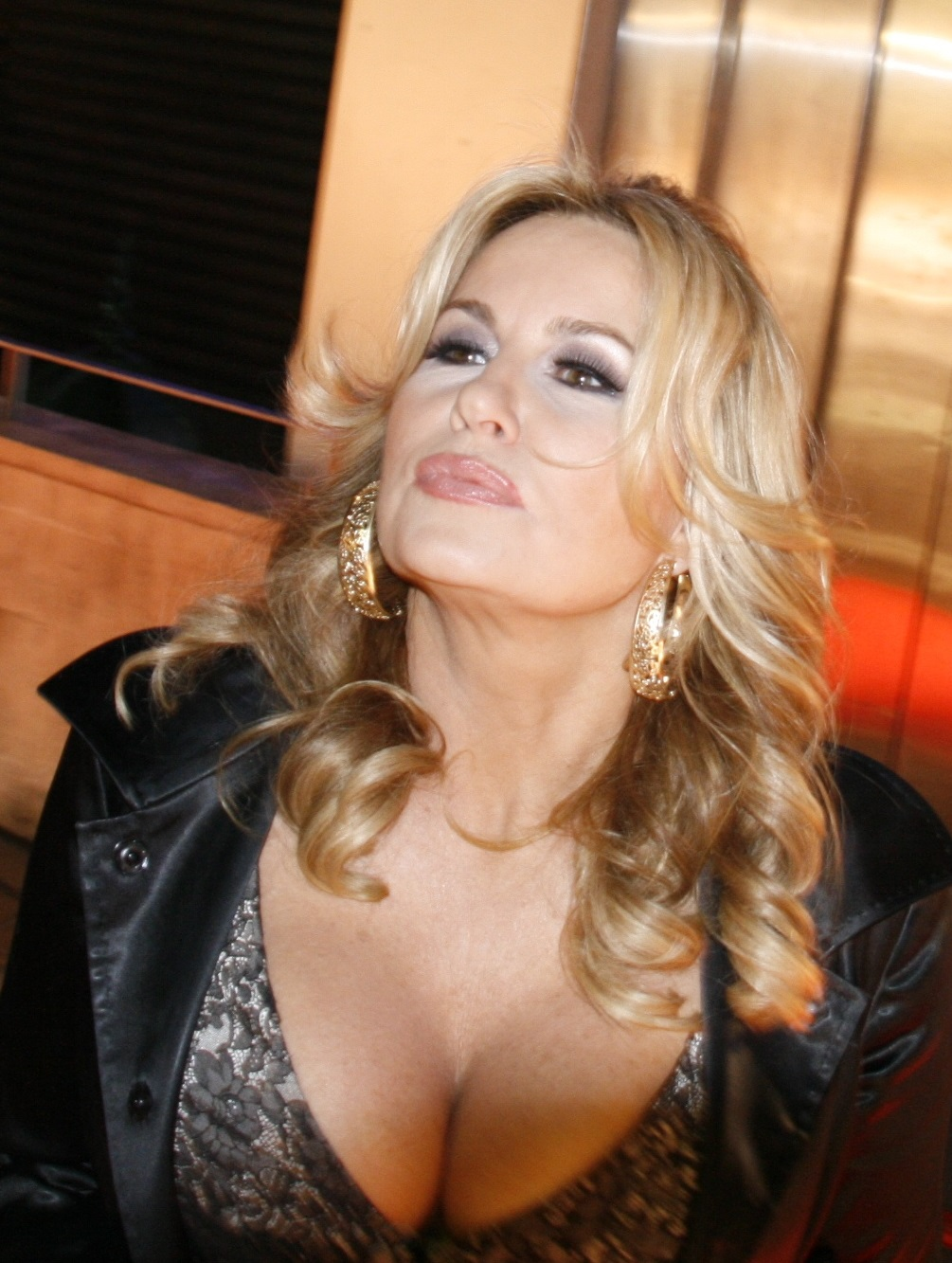
Jennifer Coolidge
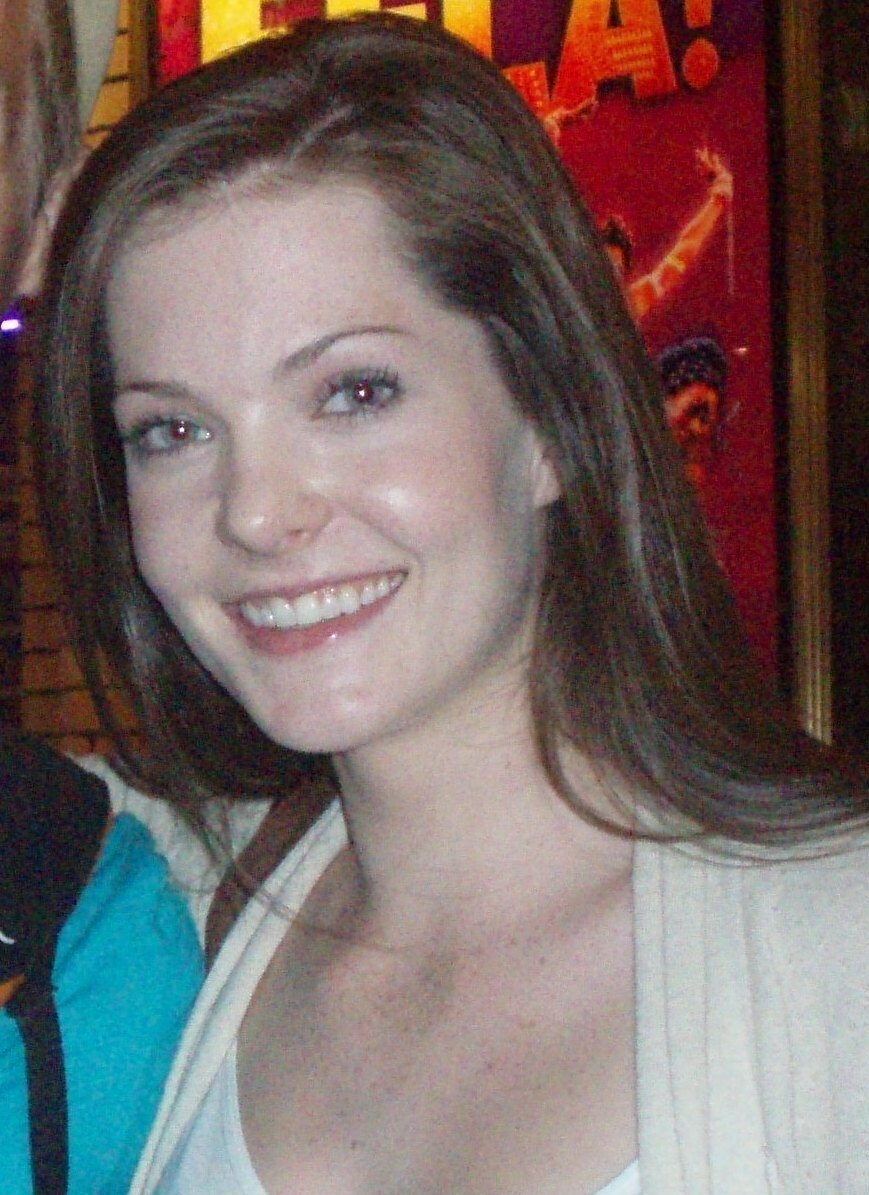
Meghann Fahy
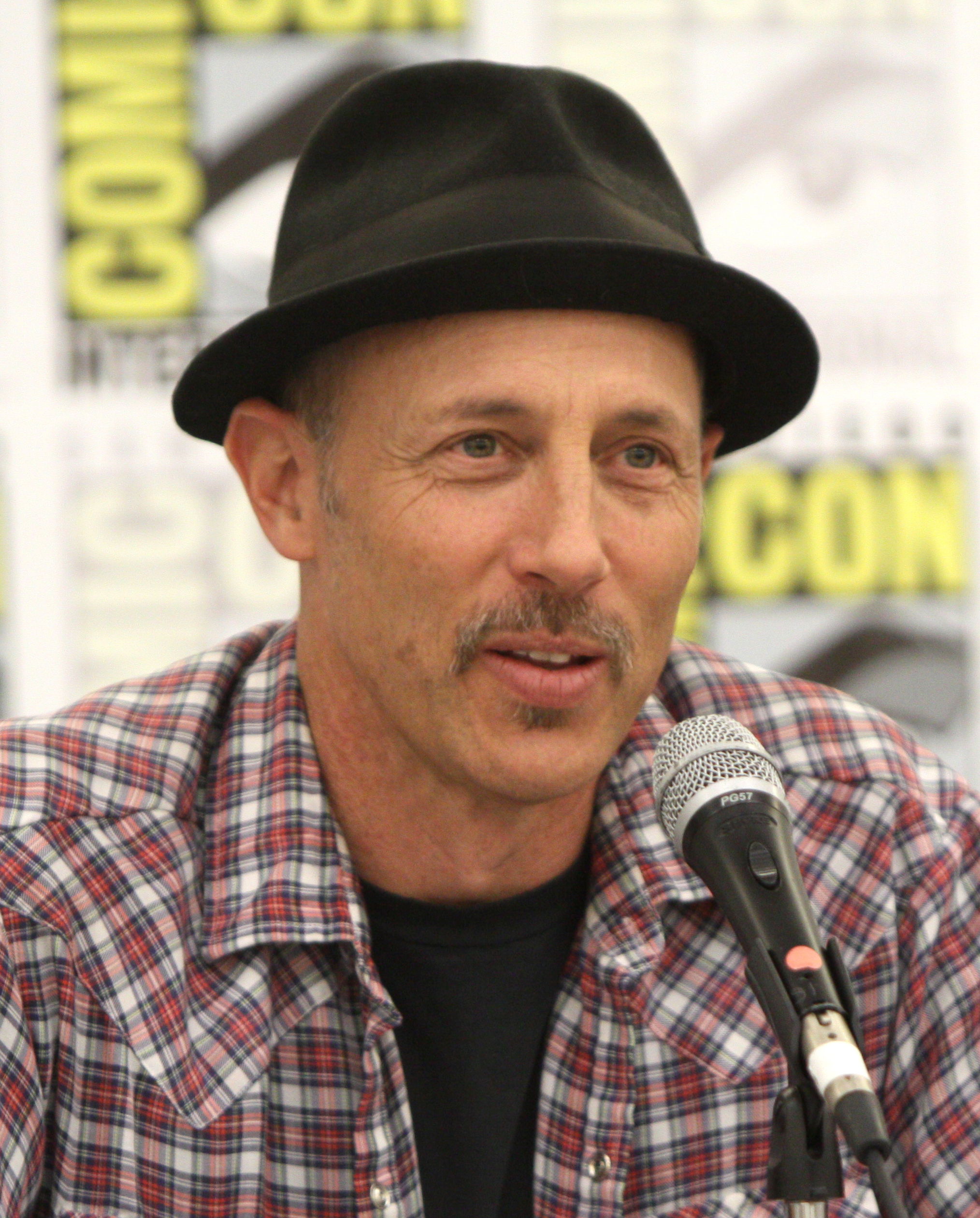
Jon Gries
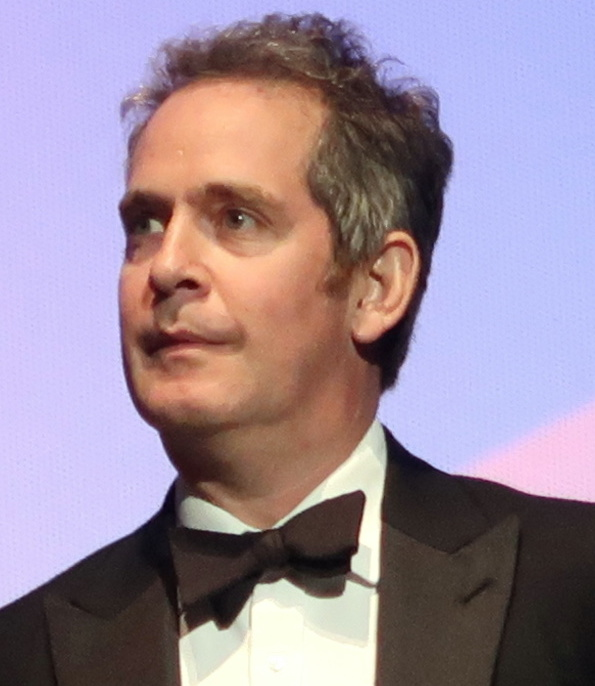
Tom Hollander
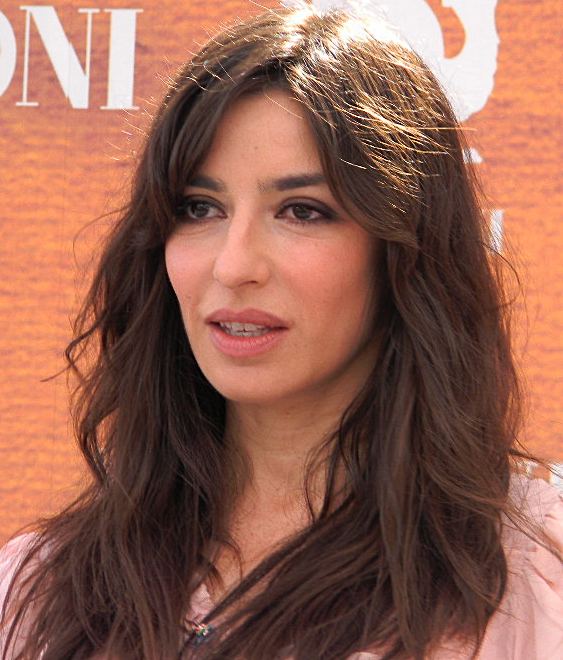
Sabrina Impacciatore
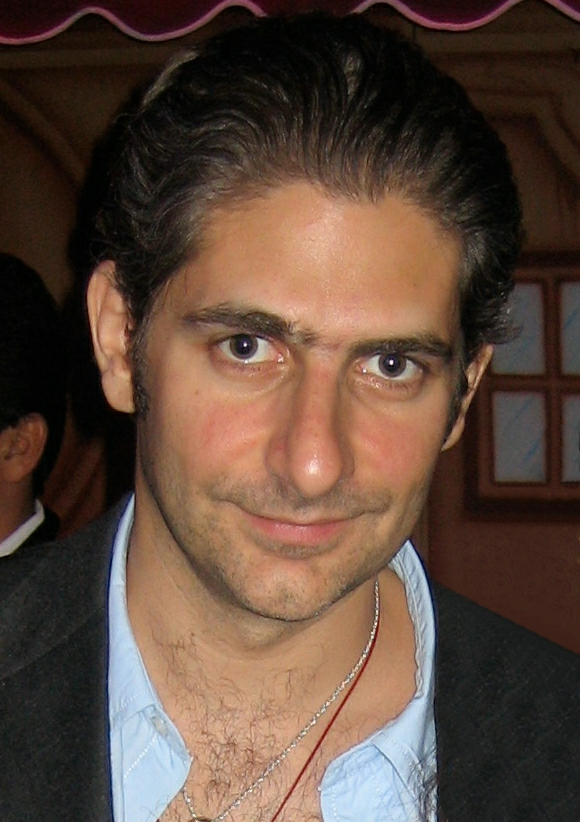
Michael Imperioli
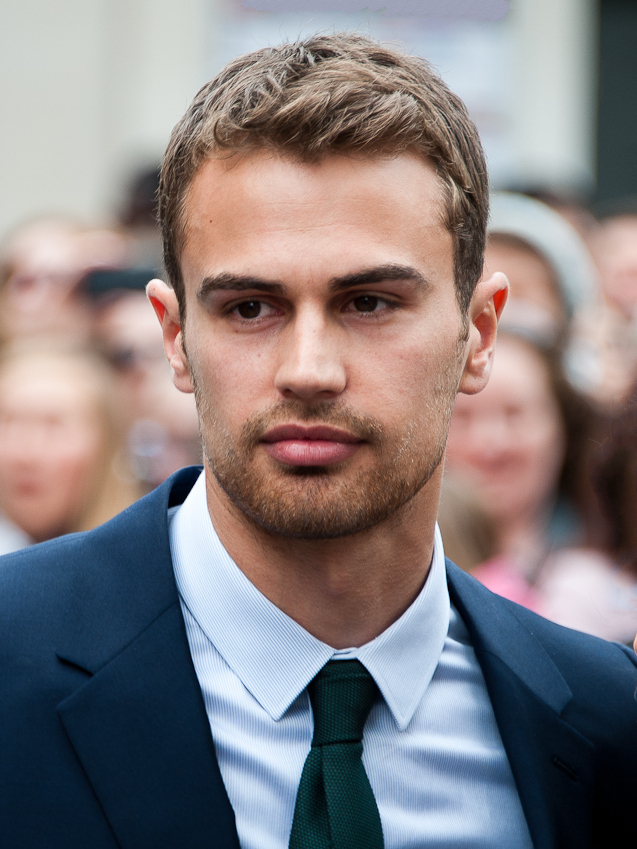
Theo James
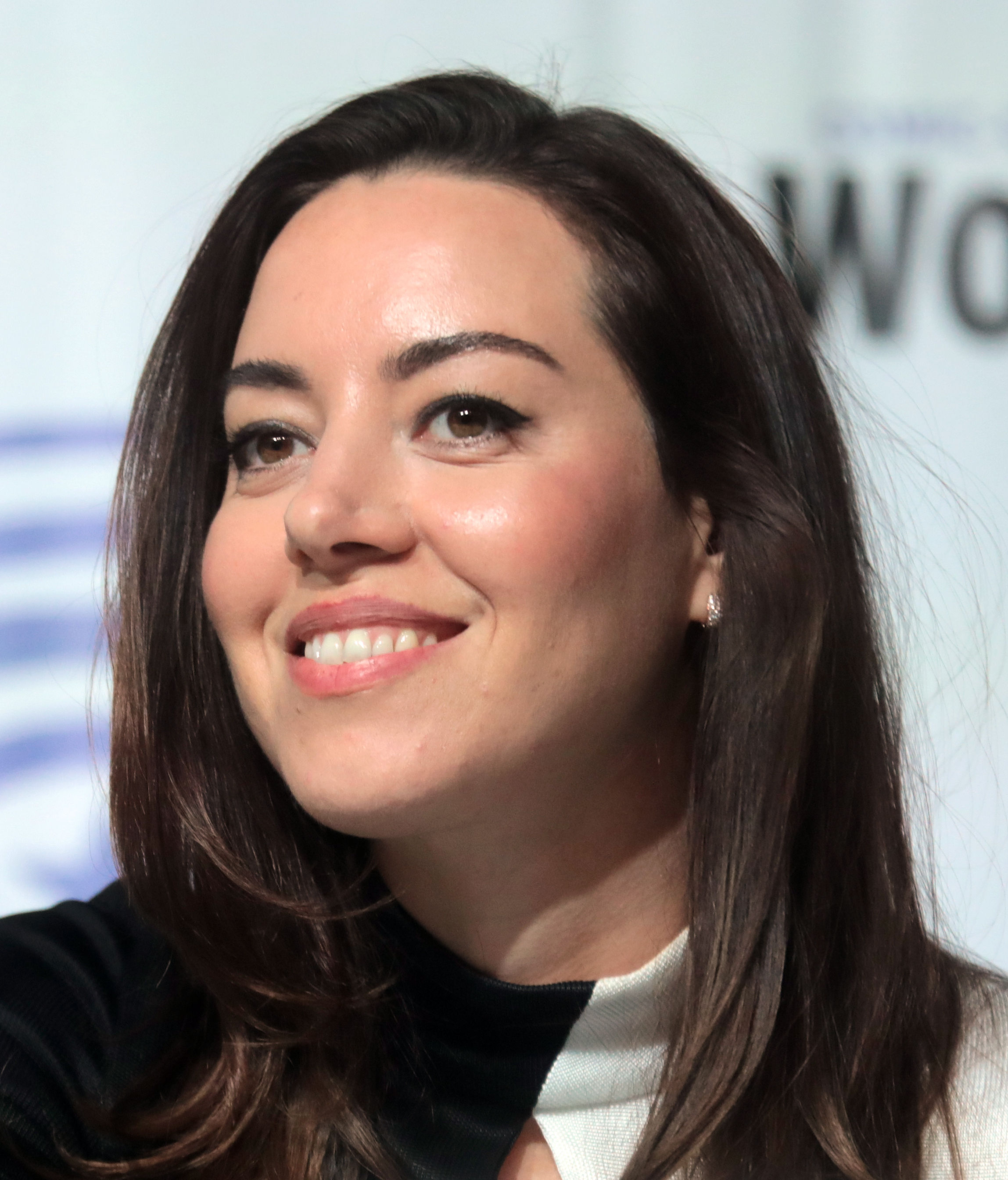
Aubrey Plaza
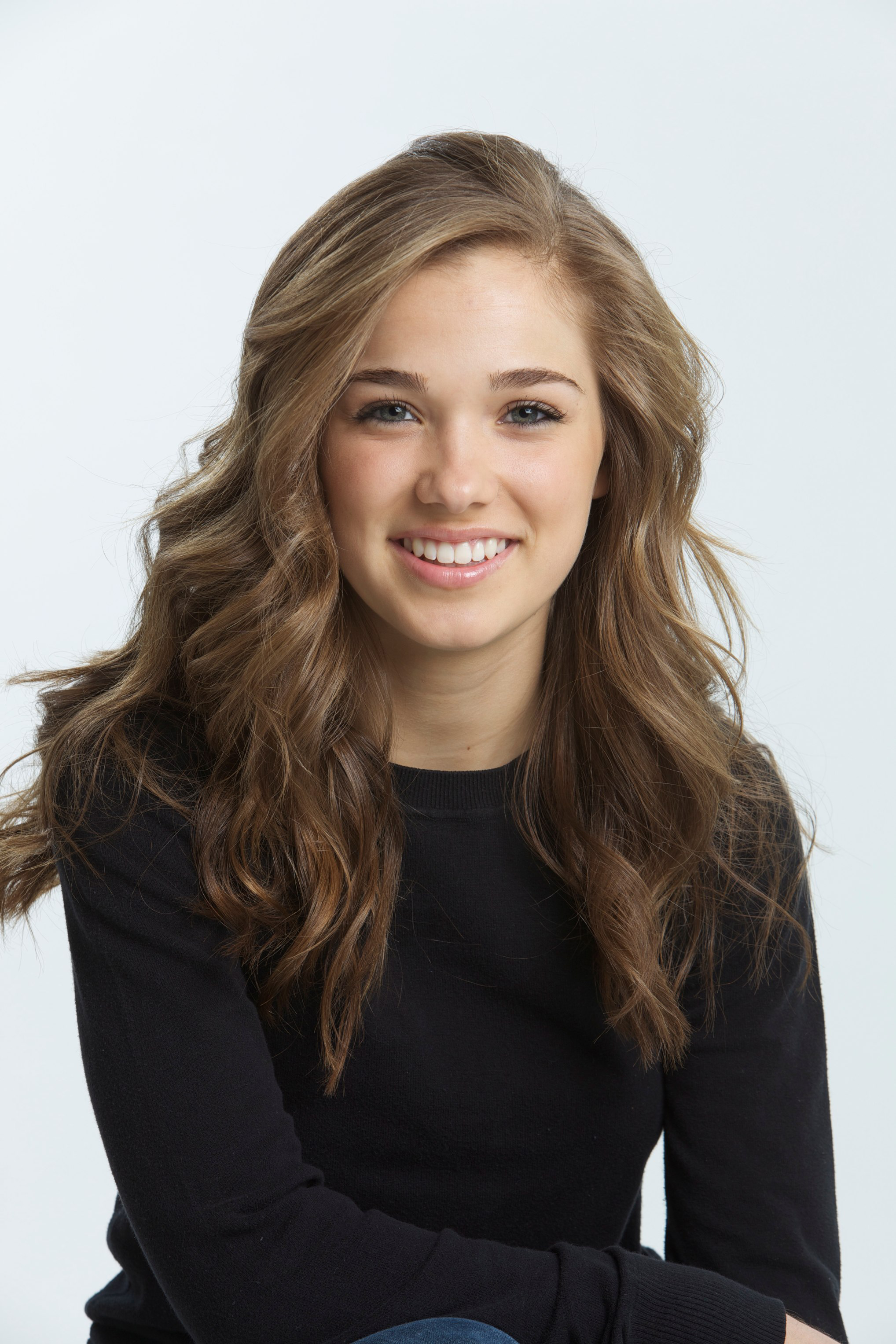
Haley Lu Richardson
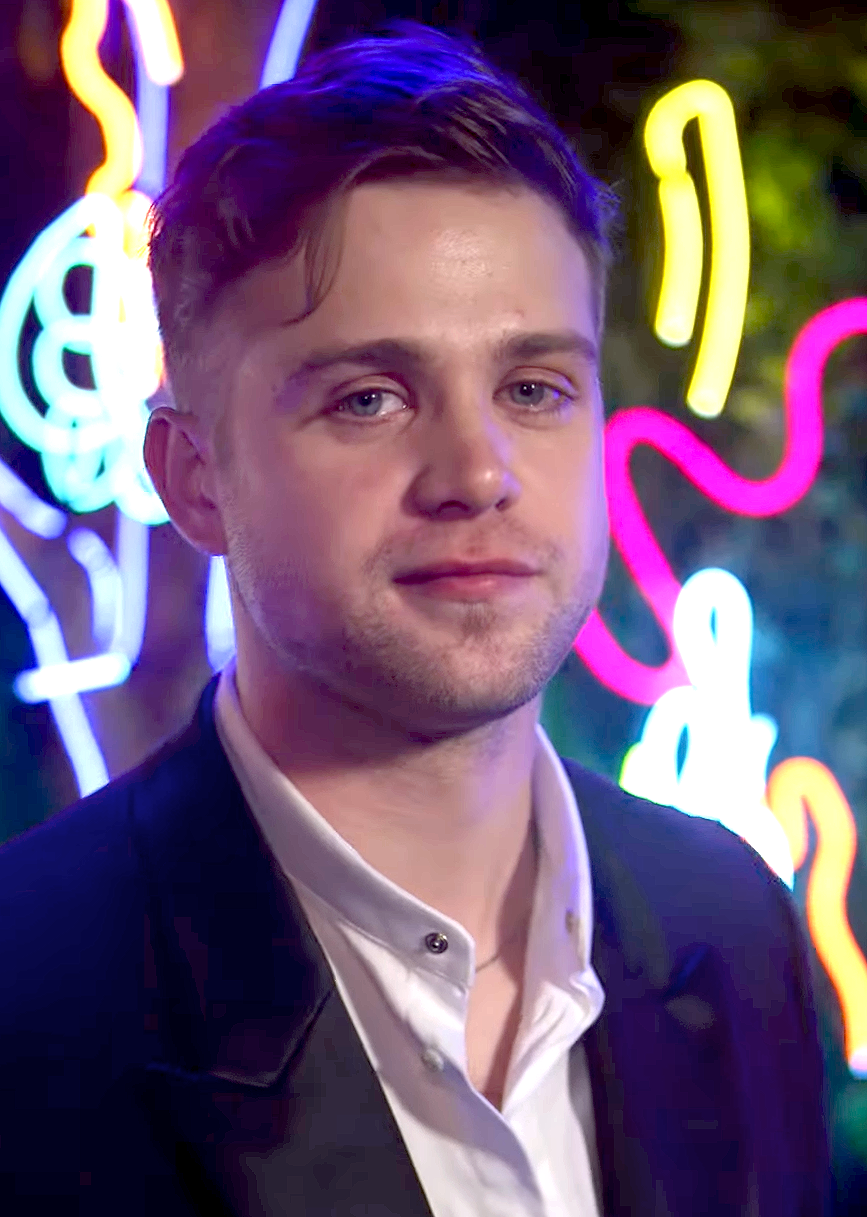
Leo Woodall

#### Personaggi ricorrenti
- Rocco, interpretato e doppiato da Federico Ferrante.
Receptionist del resort che Valentina ha preso in antipatia.
- Isabella, interpretata e doppiata da Eleonora Romandini.
Receptionist milanese del resort.
- Giuseppe, interpretato e doppiato da Federico Scribani.
Cantante e pianista al lounge bar del resort.

### Stagione 3

#### Personaggi principali
- Kate Bohr, interpretata da Leslie Bibb, doppiata da Barbara De Bortoli.
Amica di Laurie e Jaclyn che vive a Austin con il marito proprietario di un country club.
- Laurie Duffy, interpretata da Carrie Coon, doppiata da Laura Romano.
Legale di un'impresa newyorkese recentemente divorziata, in vacanza con le amiche Jaclyn e Kate.
- Jim Hollinger, interpretato da Scott Glenn, doppiato da Ennio Coltorti.[4]
Proprietario del resort e marito americano di Sritala che si sta riprendendo da un ictus a Bangkok.
- Rick Hatchett, interpretato da Walton Goggins, doppiato da Christian Iansante.
Uomo in vacanza con la sua giovane fidanzata Chelsea.
- Gary / Greg Hunt, interpretato da Jon Gries,[5] doppiato da Sandro Acerbo.
Fidanzato di Chloe e vedovo di Tanya McQuoid.
- Piper Ratliff, interpretata da Sarah Catherine Hook, doppiata da Veronica Benassi.
Figlia di Timothy e Victoria che si è convertita al buddismo, la sua intervista ad un monaco per la sua tesi di laurea è il motivo per cui la sua famiglia ha viaggiato in Thailandia.
- Timothy Ratliff, interpretato da Jason Isaacs, doppiato da Roberto Pedicini.
Ricco uomo d'affari di Durham in vacanza con sua moglie Victoria e i loro tre figli.
- Thidapon "Mook" Sornsin, interpretata da Lalisa Manobal, doppiata da Sara Labidi.
Coach del benessere del White Lotus in Thailandia assegnata a Chelsea e Rick e interesse amoroso di Gaitok.
- Jaclyn Lemon, interpretata da Michelle Monaghan, doppiata da Francesca Fiorentini.
Famosa attrice televisiva di Los Angeles che ha pagato il viaggio in Thailandia alle sue amiche di lunga data Kate e Laurie.
- Lochlan Ratliff, interpretato da Sam Nivola, doppiato da Riccardo Suarez.
Figlio minore di Timothy e Victoria, all'ultimo anno di liceo.
- Sritala, interpretata da Lek Patravadi, doppiata da Lorenza Biella.
Ex attrice e cantante, è la proprietaria del resort insieme al suo marito Jim ed è la sviluppatrice del programma di benessere offerto dal resort.
- Victoria Ratliff, interpretata da Parker Posey, doppiata da Eleonora De Angelis.
Moglie di Timothy e madre di Saxon, Piper e Lochlan.
- Frank, interpretato da Sam Rockwell,[6] doppiato da Riccardo Rossi.
Amico di Rick che sta uscendo dall'abuso di alcol e dalla dissolutezza grazie al buddismo.
- Belinda Lindsey, interpretata da Natasha Rothwell, doppiata da Erica Necci.
Direttrice della spa del White Lotus alle Hawaii che si reca in Thailandia per un programma di formazione di nuove tecniche di massaggio.
- Saxon Ratliff, interpretato da Patrick Schwarzenegger, doppiato da Manuel Meli.
Figlio maggiore di Timothy e Victoria che lavora per l'azienda di suo padre.
- Gaitok, interpretato da Tayme Thapthimthong, doppiato da Gabriele Vender.
Guardia di sicurezza al resort.
- Chelsea, interpretata da Aimee Lou Wood, doppiata da Lucrezia Marricchi.
Ex insegnante di yoga di Manchester e fidanzata di Rick.

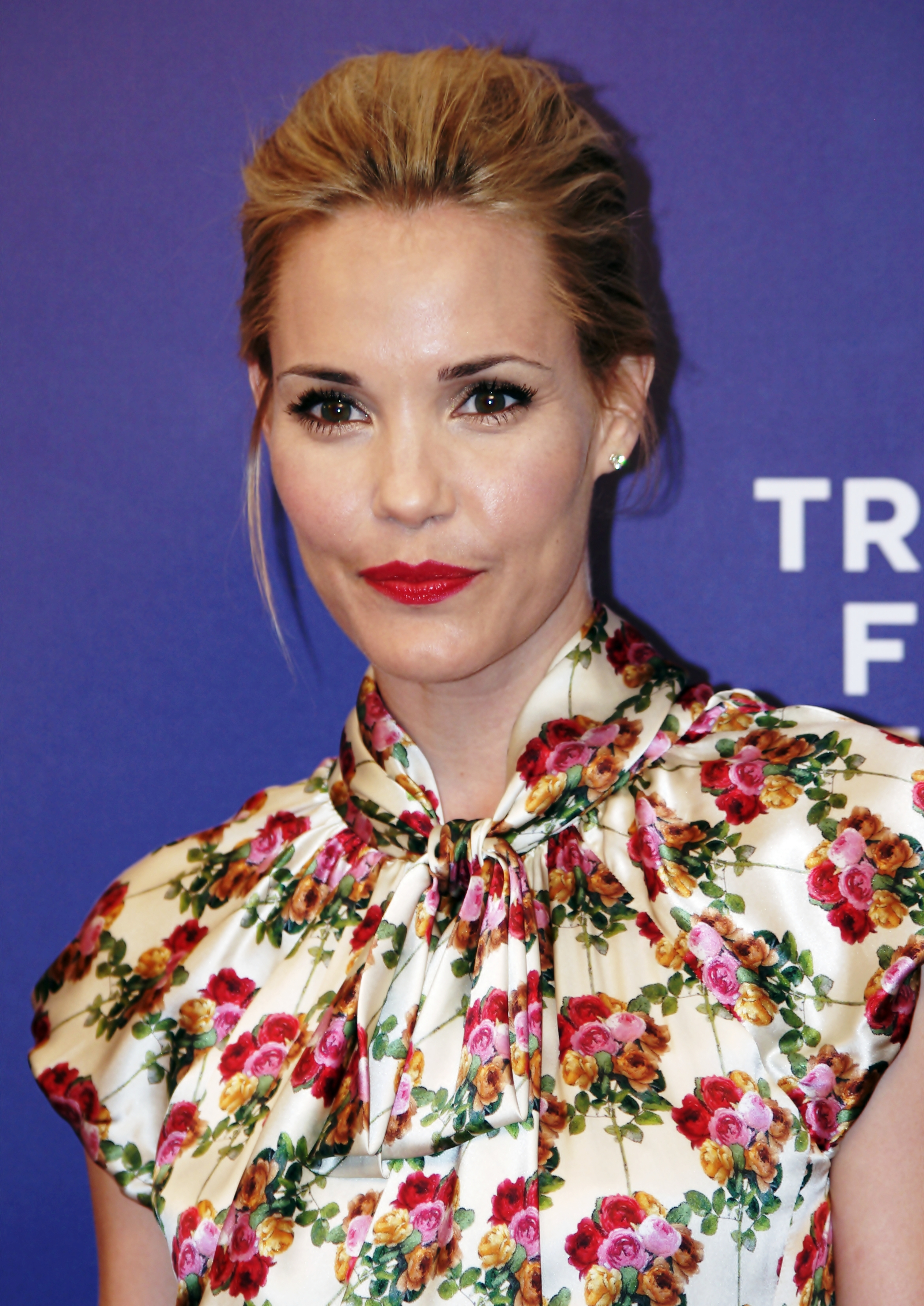
Leslie Bibb
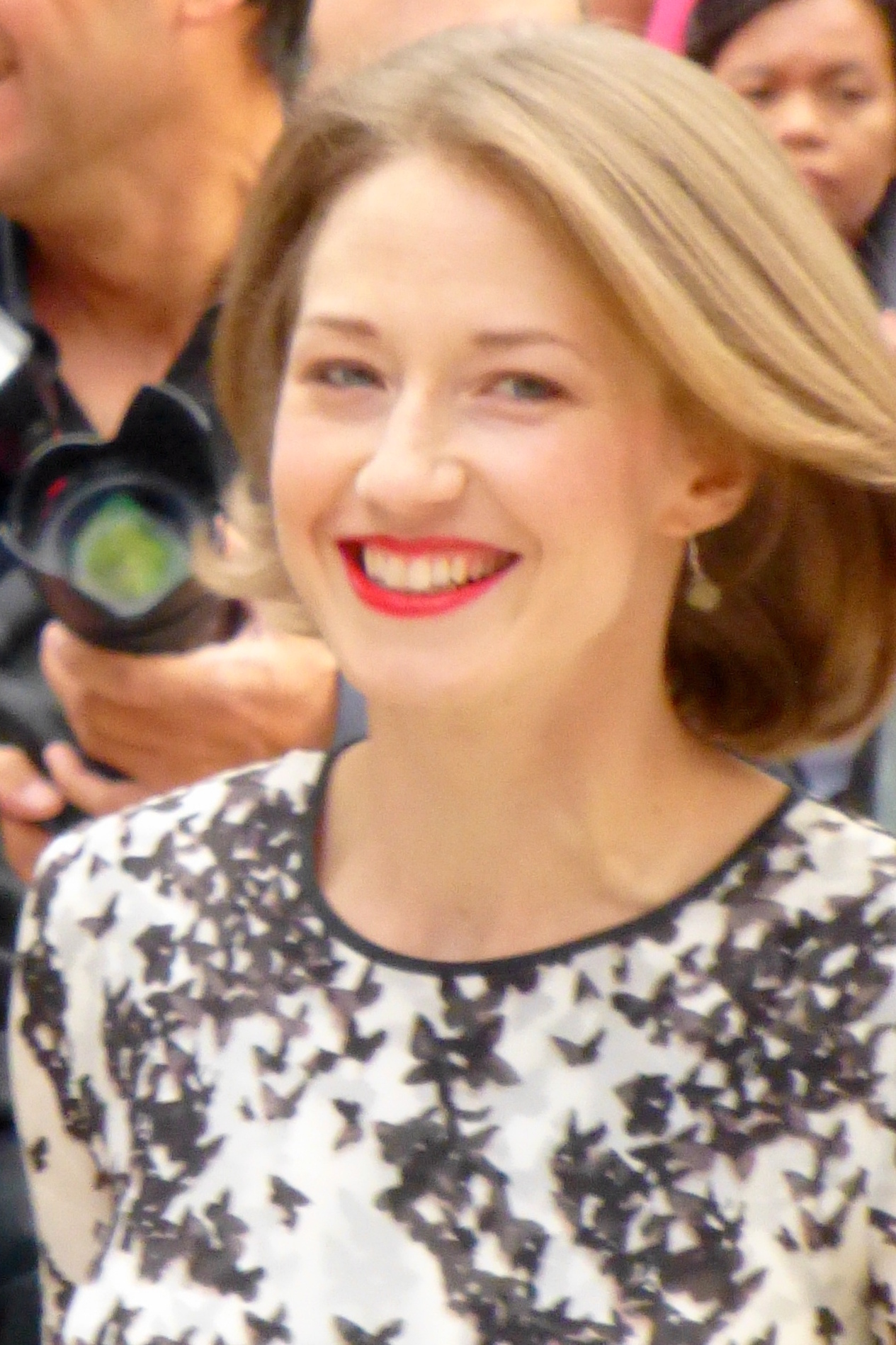
Carrie Coon
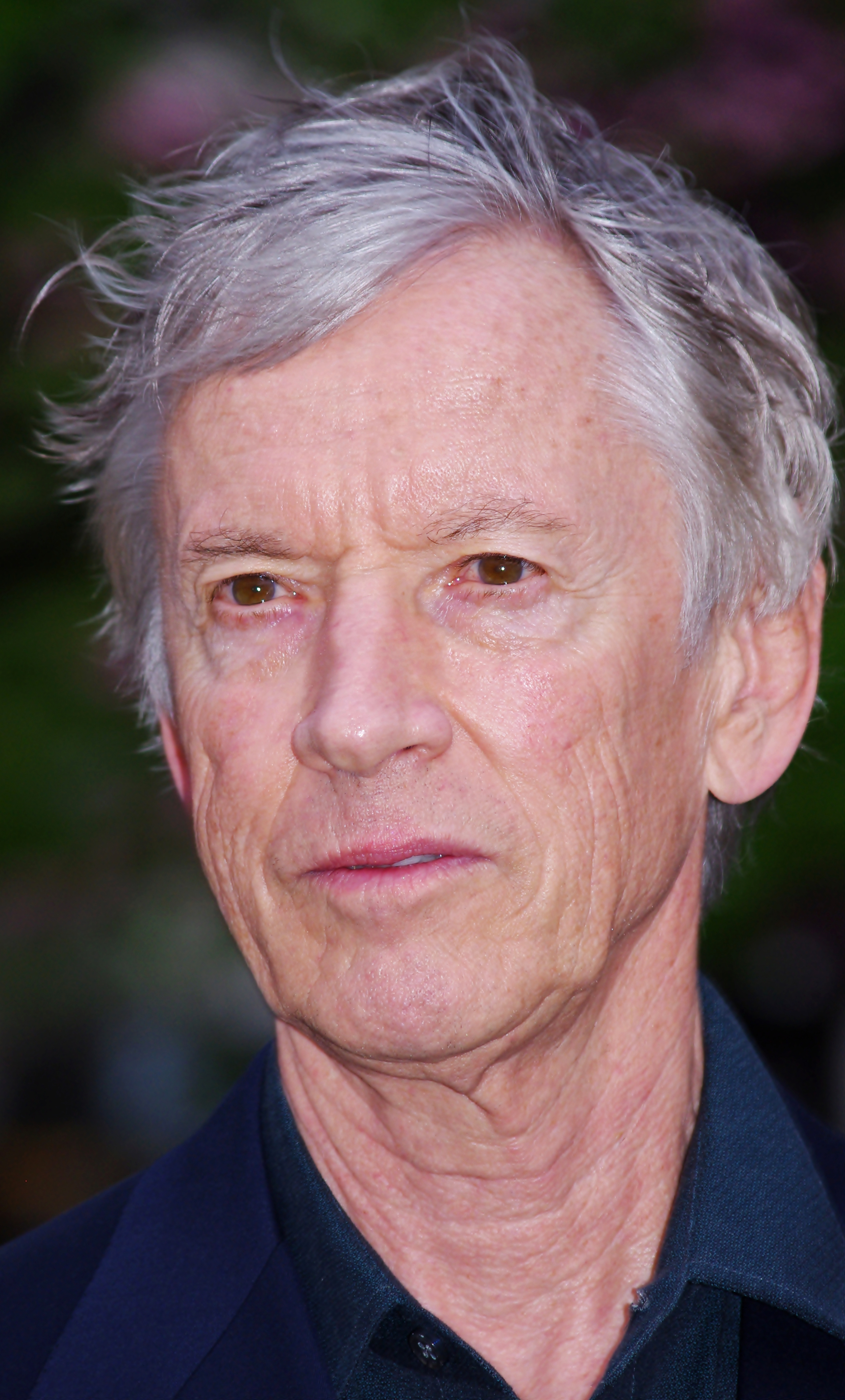
Scott Glenn
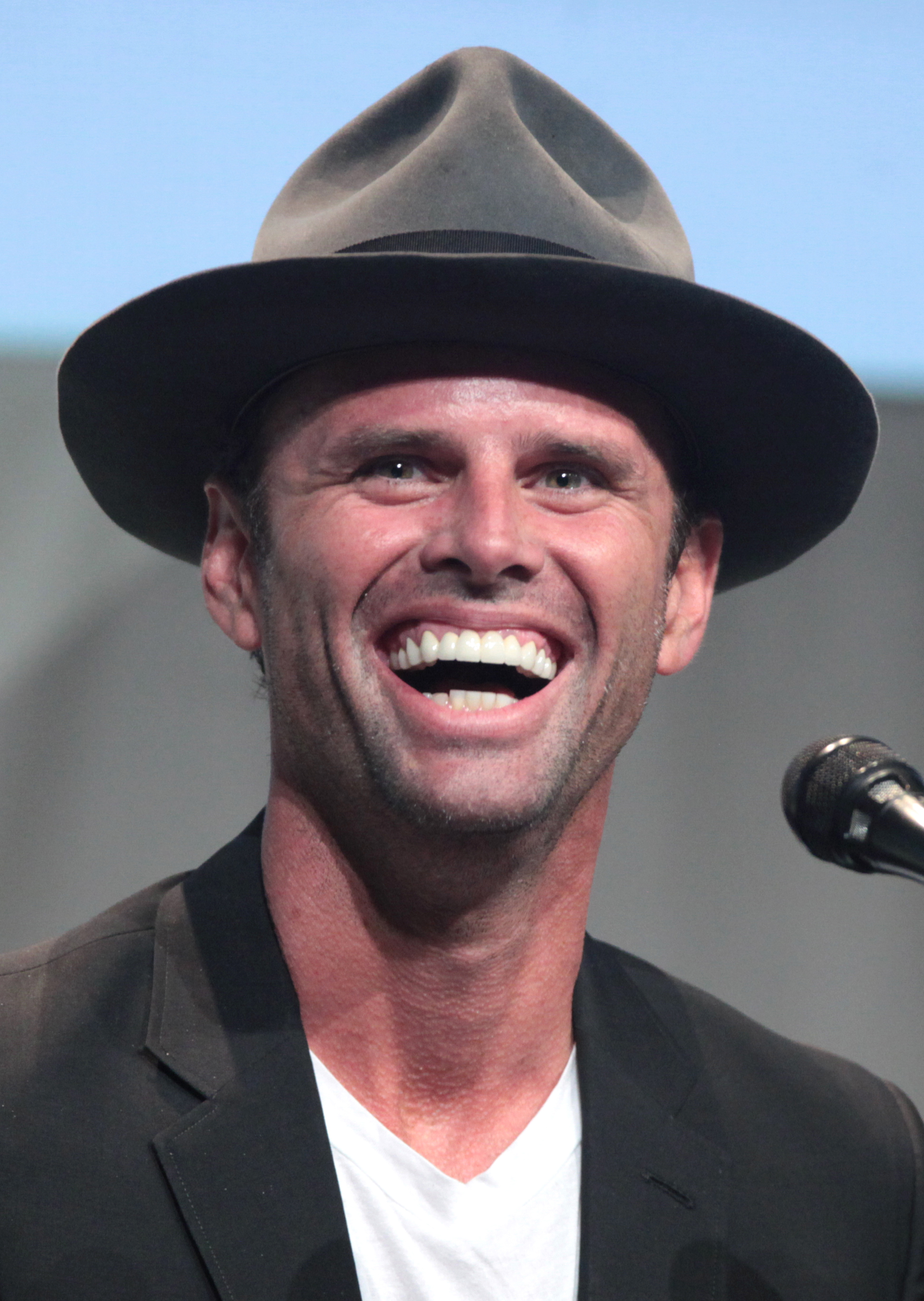
Walton Goggins
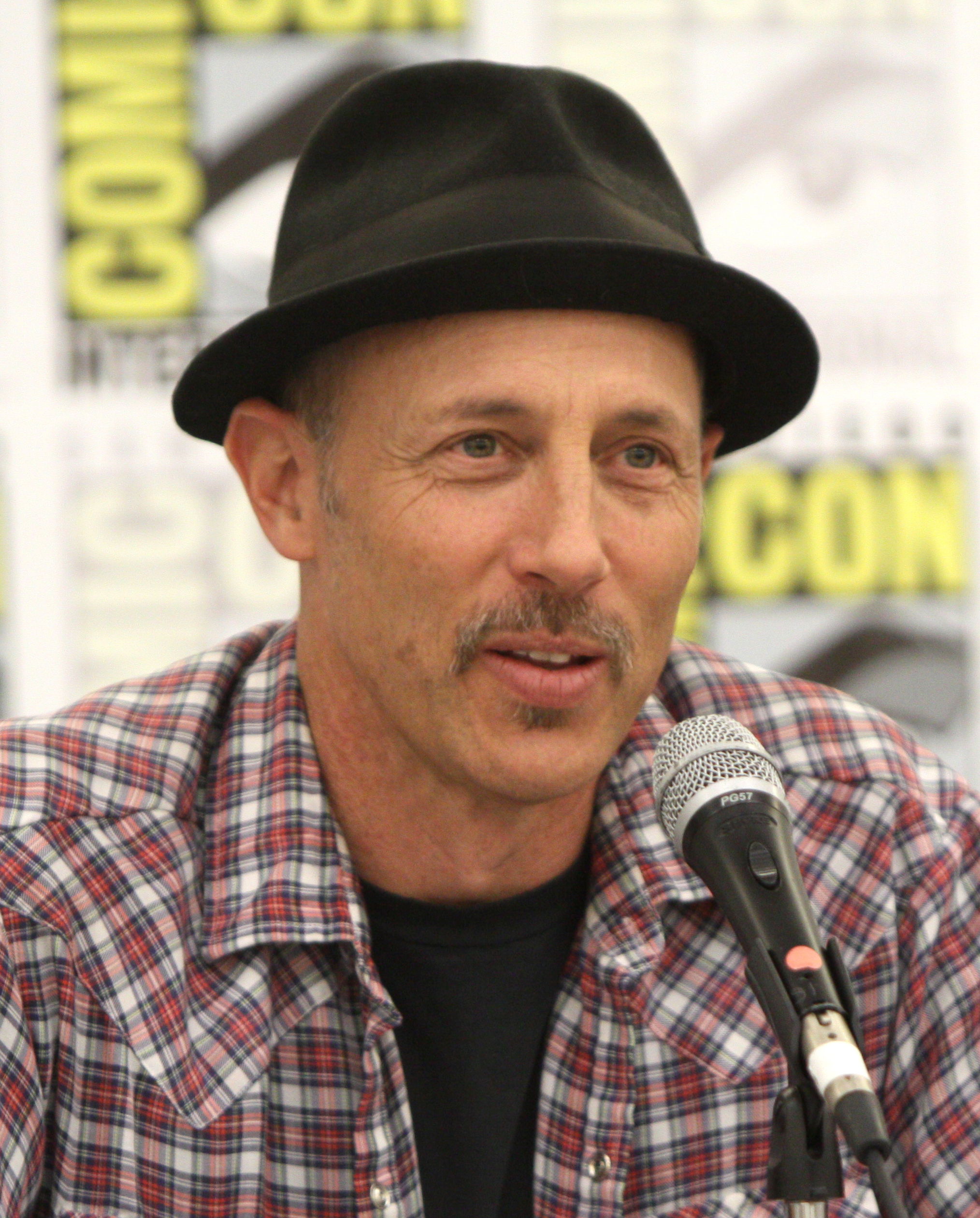
Jon Gries
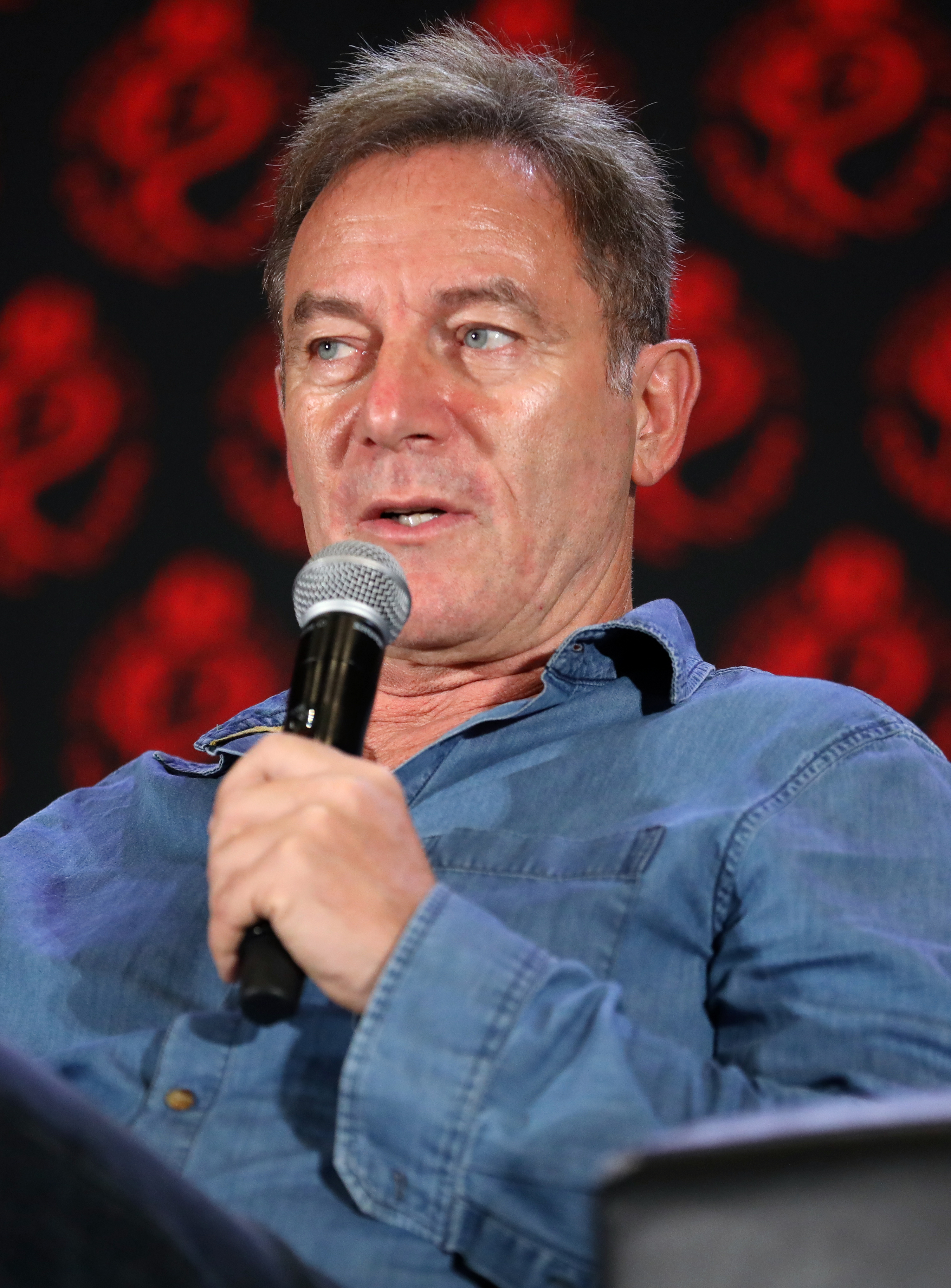
Jason Isaacs
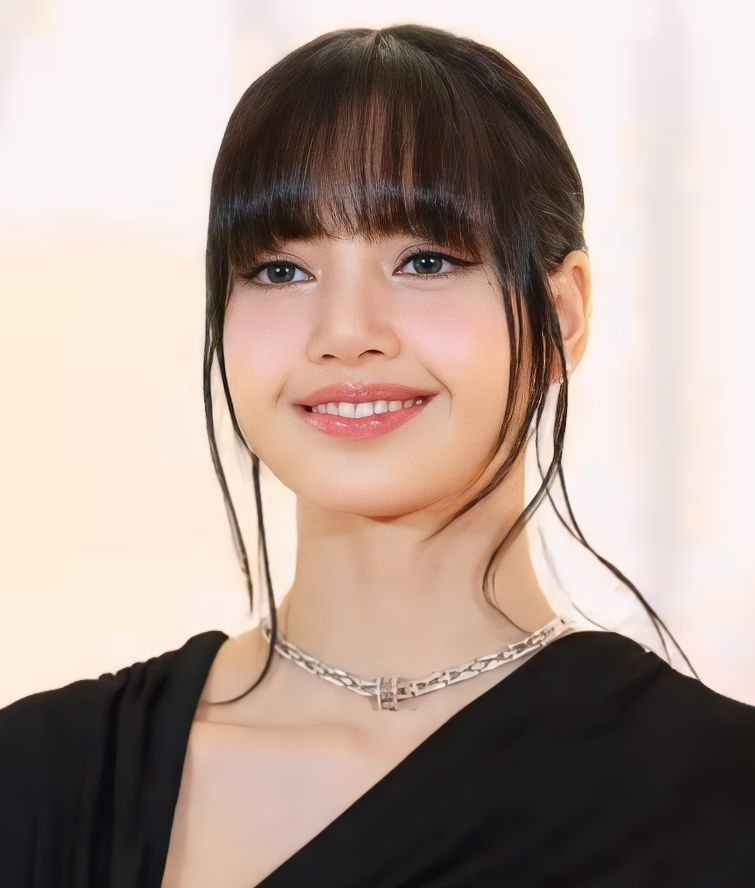
Lalisa Manobal
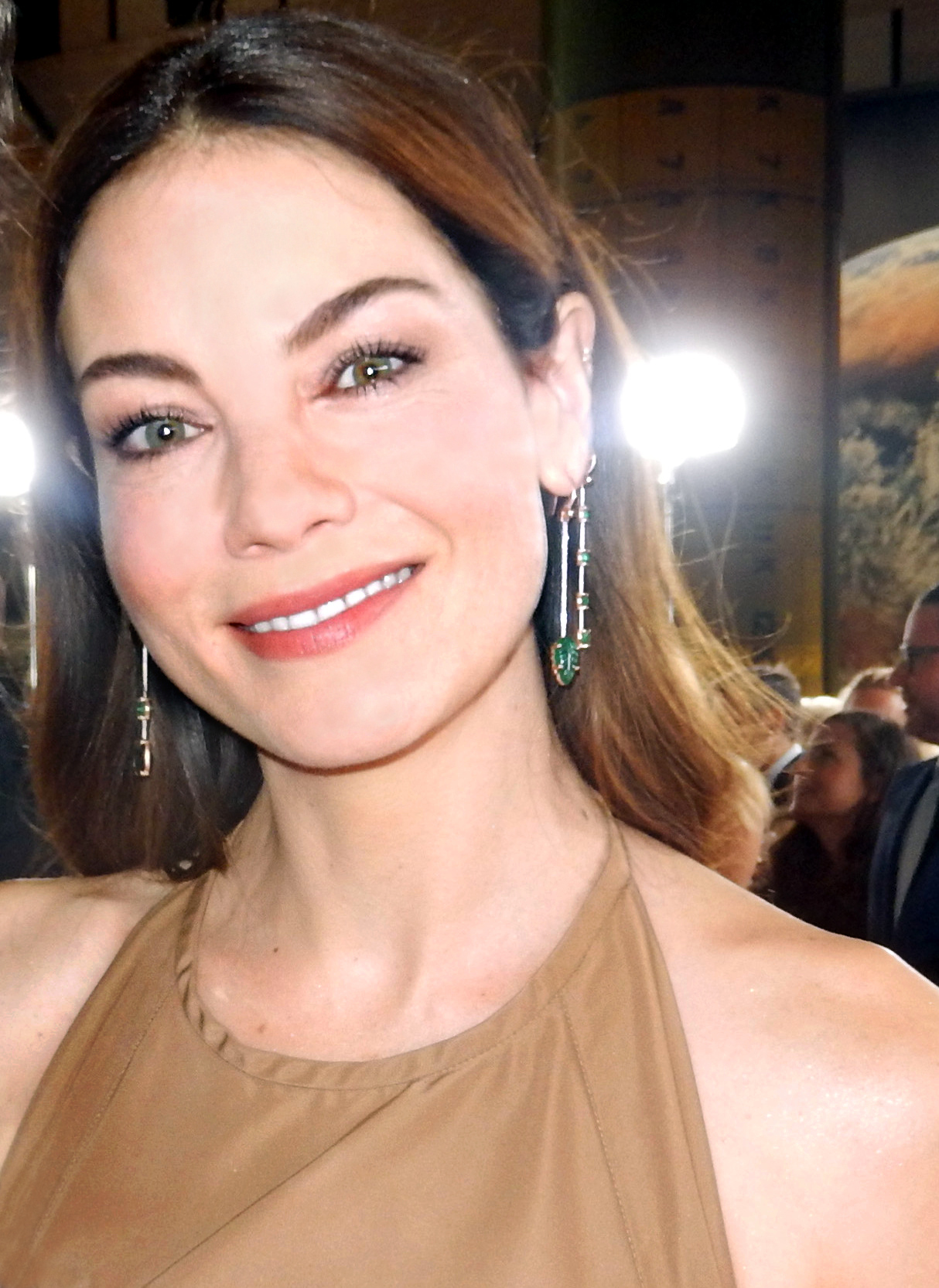
Michelle Monaghan
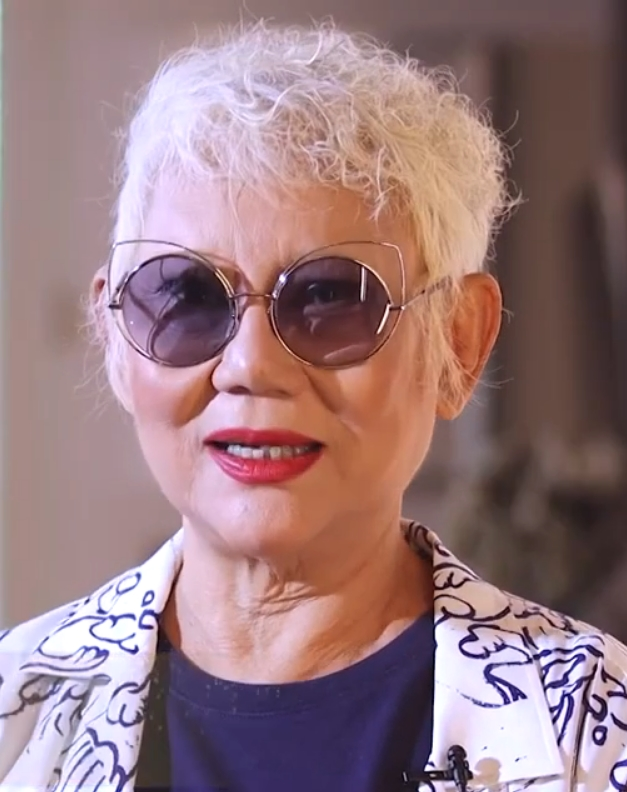
Lek Patravadi
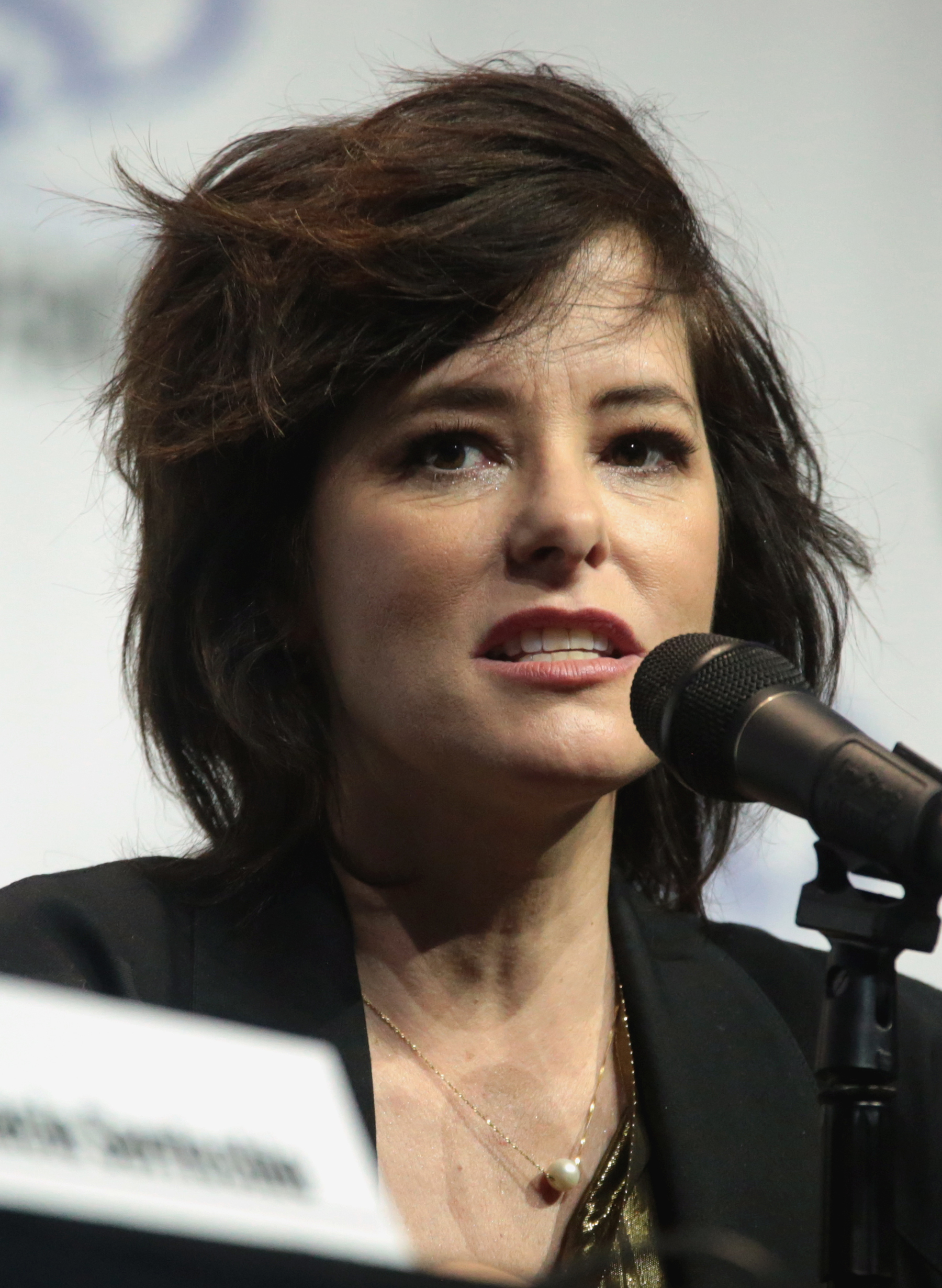
Parker Posey
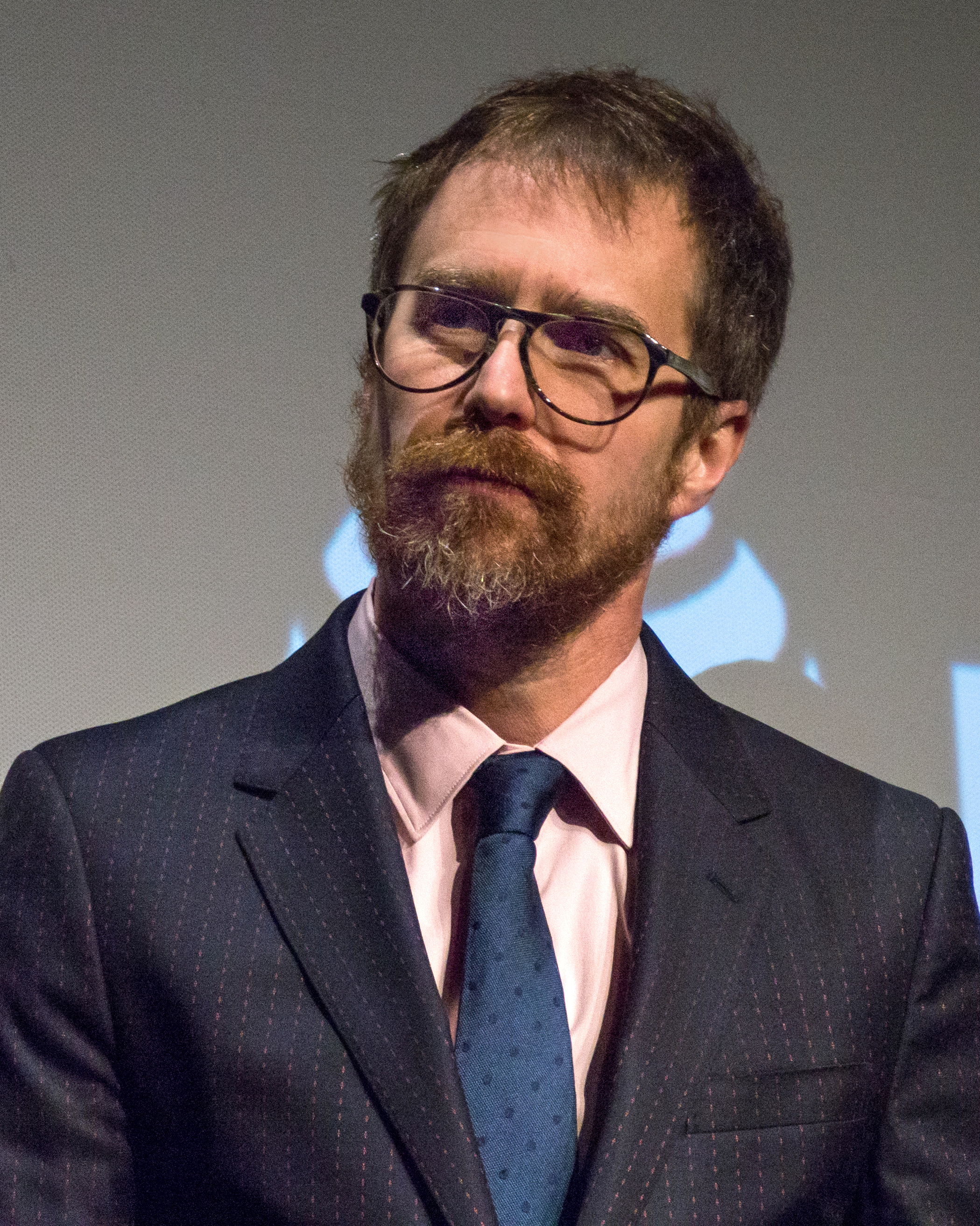
Sam Rockwell
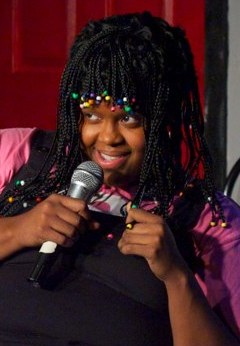
Natasha Rothwell
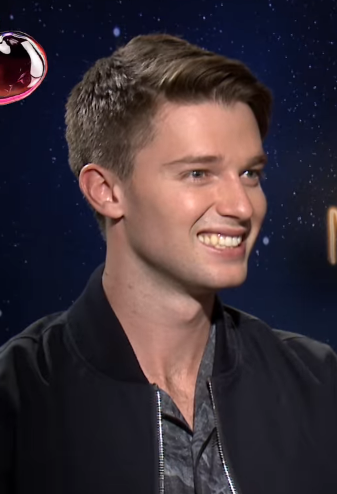
Patrick Schwarzenegger
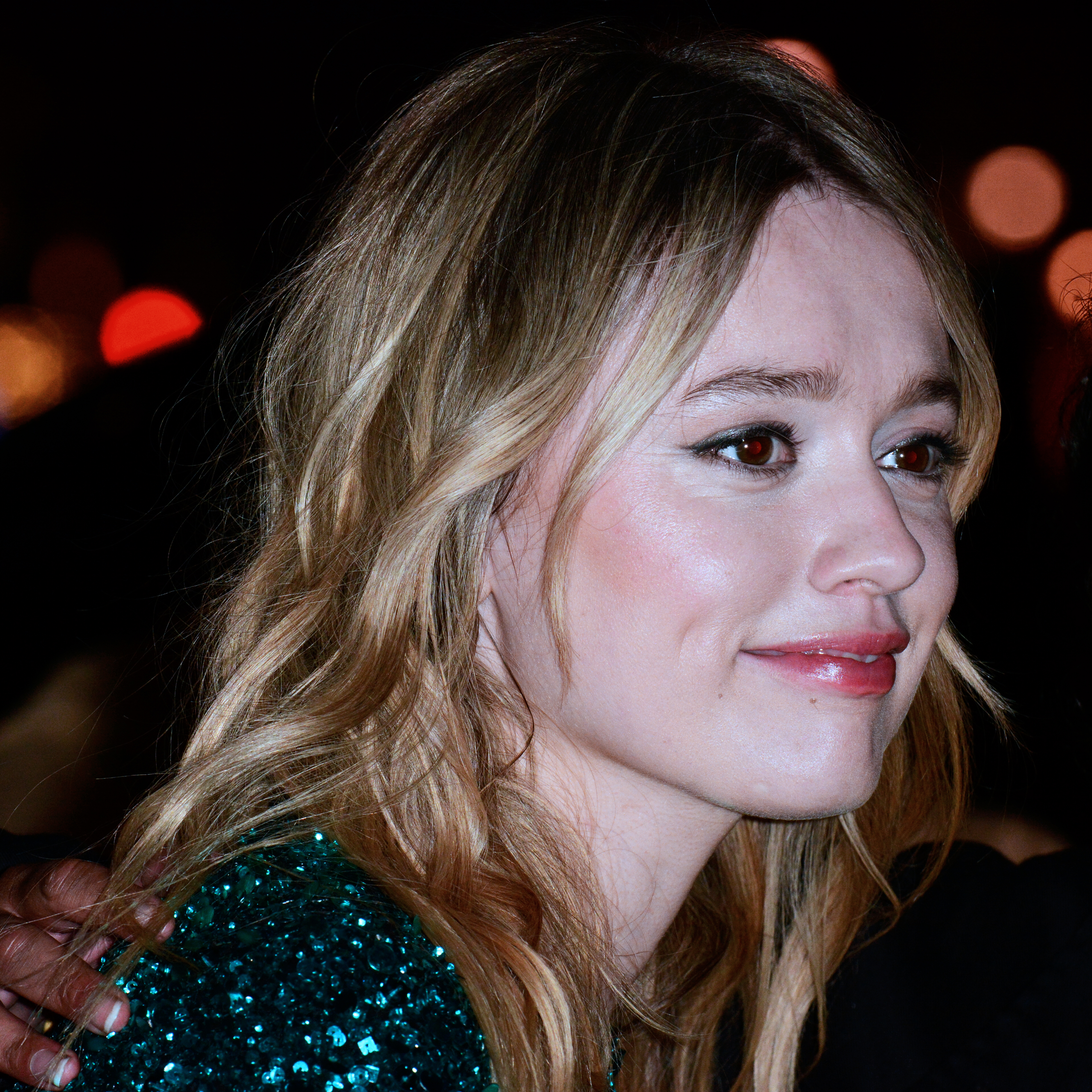
Aimee Lou Wood

#### Personaggi ricorrenti
- Zion Lindsey, interpretato da Nicholas Duvernay.
Figlio di Belinda e studente di giurisprudenza che fa visita a sua madre mentre è in Thailandia.
- Valentin, interpretato da Arnas Fedaravicius, doppiato da Emanuele Ruzza.
Giovane aitante russo e coach del benessere del resort assegnato a Kate, Laurie e Jaclyn.
- Fabian, interpretato da Christian Friedel, doppiato da Emiliano Coltorti.
Direttore del resort.
- Pornchai, interpretato da Dom Hetrakul, doppiato da Daniele Raffaeli.
Direttore della spa ed esperto di wellness che insegna a Belinda nuove pratiche e trattamenti.
- Chloe, interpretata da Charlotte Le Bon, doppiata da Elena Perino.
Ex modella canadese che frequenta il resort e abita in una casa nelle vicinanze col suo fidanzato Greg.
- Pam, interpretata da Morgana O'Reilly, doppiata da Benedetta Ponticelli.
Coach del benessere al resort assegnata ai Ratliff che sconsiglia l'uso del cellulare come disintossicazione digitale.
- Dott.ssa Amrita, interpretata da Shalini Peiris, doppiata da Martina Felli.
Insegnante di meditazione per la gestione dello stress.
- Aleksei, interpretato da Julian Kostov.
Amico di Valentin e Vlad.
- Vlad, interpretato da Jurij Kolokol'nikov.
Amico di Valentin e Aleksei.
- Pee Lek, interpretato da Yothin Udomsanti.
Capo della sicurezza del resort e supervisore di Gaitok.

## Produzione
Il 19 ottobre 2020 HBO ha ordinato The White Lotus, una miniserie consistente in sei puntate. La produzione è stata creata, sceneggiata e diretta da Mike White. White figura anche come produttore esecutivo insieme a David Bernad e Nick Hall, mentre Cristobal Tapia de Veer è il compositore e Ben Kutchins il direttore della fotografia. Il 10 agosto 2021 HBO ha rinnovato la serie per una seconda stagione; il coinvolgimento di Tapia de Veer per la realizzazione delle musiche è stato confermato, insieme a quello di Kim Neundorf in veste di collaboratrice. La cantante Stephanie Osorio ha contribuito vocalmente alla colonna sonora. La prima stagione è incentrata sulla disuguaglianza di classe, mentre il tema portante della seconda è l'infedeltà come conseguenza del desiderio sessuale.
Il 18 novembre 2022 la serie è stata rinnovata per una terza stagione. In seguito al finale della seconda stagione, dunque nell'autunno 2022, il creatore Mike White aveva accennato al fatto che la terza stagione sarebbe stata ambientata in Asia e avrebbe esplorato tematiche quali la morte e la spiritualità. La produzione della terza stagione, che originariamente sarebbe dovuta partire nel 2023, è stata posticipata a causa dello sciopero degli sceneggiatori indetto dal sindacato Writers Guild of America.
Il 22 gennaio 2025 HBO ha rinnovato la serie per una quarta stagione.

### Casting
Insieme alla conferma di produzione della serie vengono confermati i nomi del cast principale della prima stagione: Murray Bartlett, Connie Britton, Jennifer Coolidge, Alexandra Daddario, Fred Hechinger, Jake Lacy, Brittany O'Grady, Natasha Rothwell, Sydney Sweeney e Steve Zahn. Molly Shannon, Jon Gries, Jolene Purdy, Kekoa Kekumano e Lukas Gage sono stati ingaggiati per un ruolo ricorrente.
Ancor prima della conferma del rinnovo della seconda stagione, è stato annunciato che l'ambientazione si sarebbe in un'altra struttura del White Lotus con un nuovo cast di personaggi, sebbene Mike White avesse lasciato aperta la possibilità per alcuni attori di ritornare dalla prima stagione ad interpretare i loro personaggi. Il 15 ottobre 2021 Coolidge è annunciata come guest star per la seconda stagione. Nel gennaio 2022 Michael Imperioli, Aubrey Plaza, F. Murray Abraham, Adam DiMarco, Tom Hollander e Haley Lu Richardson sono entrati nel cast della seconda stagione. Nel febbraio 2022 Theo James, Meghann Fahy e Will Sharpe si sono uniti al cast principale mentre Leo Woodall in un ruolo ricorrente. Nel marzo 2022 Sabrina Impacciatore, Beatrice Grannò e Simona Tabasco sono state scritturate per la seconda stagione.
Per quanto riguarda la terza stagione, nell'aprile 2023 è stato riferito che Natasha Rothwell avrebbe ripreso il ruolo di Belinda interpretato nella prima stagione. Nel gennaio 2024 è stato annunciato che Leslie Bibb, Jason Isaacs, Michelle Monaghan, Parker Posey, Dom Hetrakul, Tayme Thapthimthong, Carrie Coon, Miloš Biković, Christian Friedel, Morgana O'Reilly, Lek Patravadi, Shalini Peiris, Walton Goggins, Sarah Catherine Hook, Sam Nivola, Patrick Schwarzenegger, Aimee Lou Wood, Francesca Corney, Nicholas Duvernay e Arnas Fedaravicius si sono uniti al cast della terza stagione. La scelta di scritturare Biković è stata apertamente contestata dal Ministero degli affari esteri ucraino per via delle sue istanze a favore dell'invasione russa dell'Ucraina, portandolo ad essere sostituito da Julian Kostov alcune settimane dopo. Nel mese di febbraio Scott Glenn e la rapper thailandese Lalisa Manobal hanno completato il cast della terza stagione, mentre il mese seguente Charlotte Le Bon ha rimpiazzato Corney.

### Riprese
La lavorazione della prima stagione è iniziata nell'ottobre 2020 alle Hawaii in accordo con il protocollo di contenimento della pandemia di COVID-19. Il 21 novembre 2020 la serie aveva già realizzato metà delle riprese presso il Four Seasons Resort Maui a Wailea, pianificando di realizzarne ulteriori nel dicembre seguente nell'isola di Maui.
Il 28 febbraio 2022 HBO ha confermato l'avvio della produzione a Taormina, in Sicilia. Il mese precedente, era stato confermato che il Four Seasons San Domenico Palace di Taormina sarebbe stato utilizzato come location principale della stagione. Oltre all'intera città di Taormina e il suo teatro antico, le riprese si sono svolte in varie località della Sicilia: la serie è stata filmata anche a Cefalù (la spiaggia e la vista del duomo); a Fiumefreddo di Sicilia (il Castello degli Schiavi) e a Palermo (il Teatro Massimo Vittorio Emanuele e la Villa Tasca, i cui affreschi sono stati utilizzati per la sigla iniziale). Le scene degli interni del Teatro dell'Opera sono state filmate a Catania presso il Teatro Massimo Vincenzo Bellini. Altri luoghi delle riprese comprendono la città di Noto, Testa Dell'Acqua e in particolare Villa Elena e Giardini Naxos, e diversi scorci del lungomare siciliano e del Monte Etna. Secondo la rivista Vulture, i costi di produzione per la seconda stagione sono rimasti inferiori ai 3 milioni di dollari per episodio, lo stesso della prima stagione. L'Italia offre un credito d'imposta fino al 40% alle produzioni straniere che si svolgono nel paese.
Le riprese della terza stagione si sono svolte da febbraio ad agosto 2024 interamente in Thailandia, e in particolare nelle località di Bangkok, Phuket e Ko Samui. Il Giappone era stato anche preso in considerazione come location per le riprese, ma la scelta è infine ricaduta sulla Thailandia poiché il Paese ha offerto a un incentivo fiscale di 4,4 milioni di dollari, mentre il Giappone non dispone di un sistema di incentivi per l'industria dell'intrattenimento cinematografico e televisivo.

### Colonna sonora
Il compositore cileno-canadese Cristobal Tapia de Veer è stato assunto da White per musicare la prima stagione. Per la seconda stagione, Tapia de Veer ha collaborato con il suo manager Kim Neundorf per ultimare le composizioni originali a causa di altri impegni. La cantante Stephanie Osorio si è occupata della parte cantanta. Nell'aprile 2025 Tapia de Veer ha annunciato di aver lasciato la serie a causa di divergenze creative con White.

## Distribuzione
La serie ha debuttato l'11 luglio 2021 negli Stati Uniti d'America su HBO. Nel Regno Unito e in Irlanda è andata in onda su Sky Atlantic dal 16 agosto 2021, mentre in Italia è stata trasmessa sull'omonimo canale televisivo di Sky dal 30 agosto 2021.
La seconda stagione ha esordito negli Stati Uniti il 30 ottobre 2022, mentre in Italia il 7 novembre seguente.
La terza stagione è trasmessa dal 16 febbraio 2025 e dal giorno seguente in Italia.

### Edizione italiana
La direzione del doppiaggio è a cura di Riccardo Rossi, su dialoghi di Daniela Altomonte e Marco Liguori, per conto della CDC Sefit Group.

## Accoglienza
Tutte e tre le stagioni sono state accolte positivamente dalla critica specializzata. Per le sue prime due stagioni, nel 2021 e nel 2022 la serie è stata inclusa nella lista riguardante le migliori dieci serie televisive, redatta annualmente dall'American Film Institute.
Sull'aggregatore di recensioni Rotten Tomatoes la prima stagione ha registrato un indice di gradimento del 90%, con un voto medio di 8,40 su 10 basato su 97 recensioni. Il commento consensuale del sito recita: «panorami meravigliosi, drammi contorti e un cast perfetto rendono The White Lotus una destinazione avvincente». Su Metacritic ha ottenuto una valutazione di 82 su 100 basata su 39 recensioni, punteggio che indica «l'acclamazione universale». Matthew Jacobs di TV Guide ha conferito un punteggio pari a 4.5 su 5, scrivendo che The White Lotus è «una delle migliori serie dell'anno». In particolare, sono state elogiate le interpretazioni di Murray Bartlett e Jennifer Coolidge, entrambi vincitori del Premio Emmy e del Critics' Choice Television Award e candidati agli Screen Actors Guild Awards. Bartlett ha ricevuto una candidatura anche agli Independent Spirit Awards, mentre Coolidge è stata nominata ai Golden Globe come miglior attrice non protagonista.
Per la seconda stagione, Rotten Tomatoes riporta il 94% delle recensioni professionali positive, con un voto medio di 8,20 su 10 basato su 123 pareri professionali. Il consenso critico del sito web indica: «scambiando i suoi ornamenti tropicali con l'eleganza europea mentre si concentra principalmente sull'influenza corrosiva del desiderio carnale, The White Lotus rimane un dolcetto pieno di arsenico che va giù agevolmente». Metacritic, invece, ha assegnato un punteggio di 81 su 100 basato su 40 recensioni, che indicano nuovamente il «plauso universale». Coolidge, presente anche nella seconda stagione, si è aggiudicata tutti e quattro i principali premi televisivi per la sua interpretazione: il Golden Globe e lo Screen Actors Guild Award, in aggiunta al secondo Emmy e al secondo Critics' Choice Television. Inoltre, la serie ha vinto il Golden Globe per la miglior miniserie o film per la televisione e lo Screen Actors Guild Award per il miglior cast in una serie drammatica.
Per la terza stagione, Rotten Tomatoes riporta l'86% delle recensioni professionali positive, con un voto medio di 7,75 su 10 basato su 178 critiche. Il consenso critico del sito web indica: «Più oscura e più tollerante con la sua narrazione rispetto alle stagioni precedenti, mentre sfoggia un nuovo eccezionale cast pieno di interpretazioni sarcastiche, la terza stagione di The White Lotus offre una pausa spirituale che trafigge l'anima.» Metacritic ha assegnato un punteggio di 77 su 100 basato su 44 recensioni, indicando «recensioni generalmente favorevoli».

## Riconoscimenti
Stagione 1
- 2022 – Golden Globe[71]
  - Candidatura per la miglior attrice non protagonista in una serie a Jennifer Coolidge
- 2022 – Astra Awards[72]
  - Miglior serie antologica o miniserie di una rete televisiva o via cavo
  - Miglior attore non protagonista in una serie antologica o miniserie di una rete televisiva o via cavo a Murray Bartlett
  - Miglior attrice non protagonista in una serie antologica o miniserie di una rete televisiva o via cavo a Jennifer Coolidge
  - Miglior regia in una serie antologica o miniserie di una rete televisiva o via cavo a Mike White per l'episodio Come scimmie
  - Miglior sceneggiatura in una serie antologica o miniserie di una rete televisiva o via cavo a Mike White per l'episodio Come scimmie
  - Candidatura al miglior attore non protagonista in una serie antologica o miniserie di una rete televisiva o via cavo a Steve Zahn
  - Candidatura alla miglior attrice non protagonista in una serie antologica o miniserie di una rete televisiva o via cavo a Connie Britton
  - Candidatura alla miglior attrice non protagonista in una serie antologica o miniserie di una rete televisiva o via cavo a Alexandra Daddario
  - Candidatura alla miglior attrice non protagonista in una serie antologica o miniserie di una rete televisiva o via cavo a Natasha Rothwell
- 2022 – Critics' Choice Awards[73]
  - Miglior attore non protagonista in una miniserie o film per la televisione a Murray Bartlett
  - Miglior attrice non protagonista in una miniserie o film per la televisione a Jennifer Coolidge
- 2022 – Premio Emmy[74]
  - Miglior miniserie
  - Miglior attore non protagonista in una miniserie, serie antologica o film TV a Murray Bartlett
  - Miglior attrice non protagonista in una miniserie, serie antologica o film TV a Jennifer Coolidge
  - Miglior regia per una miniserie, serie antologica o film TV a Mike White
  - Miglior sceneggiatura per una miniserie, serie antologica o film TV a Mike White
  - Miglior casting per una miniserie, serie antologica o film TV a Meredith Tucker e Katie Doyle
  - Miglior componimento musicale per una miniserie, serie antologica o film TV a Cristobal Tapia de Veer per l’episodio Come scimmie
  - Miglior componimento musicale per una sigla a Cristobal Tapia de Veer
  - Miglior montaggio con telecamera singola per una miniserie, serie antologica o film TV a John M. Valerio per l’episodio La partenza e a Heather Persons per l’episodio Come scimmie
  - Miglior missaggio sonoro per una miniserie, serie antologica o film TV a Christian Minkler, Ryan Collins, Walter Anderson e Jeffrey Roy per l’episodio La partenza
  - Candidatura per il miglior attore non protagonista in una miniserie, serie antologica o film TV a Jake Lacy
  - Candidatura per il miglior attore non protagonista in una miniserie, serie antologica o film TV a Steve Zahn
  - Candidatura per la miglior attrice non protagonista in una miniserie, serie antologica o film TV a Connie Britton
  - Candidatura per la miglior attrice non protagonista in una miniserie, serie antologica o film TV a Alexandra Daddario
  - Candidatura per la miglior attrice non protagonista in una miniserie, serie antologica o film TV a Natasha Rothwell
  - Candidatura per la miglior attrice non protagonista in una miniserie, serie antologica o film TV a Sydney Sweeney
  - Candidatura per i migliori costumi a Alex Bovaird, Brian Sprouse e Eileen Stroup per l’episodio L’arrivo
  - Candidatura per la miglior supervisione musicale a Janet Lopez per l’episodio La partenza
  - Candidatura per la miglior scenografia per un programma di narrativa contemporanea (un’ora o più) a musicale a Laura Fox, Charles Varga e Jennifer Lukehar
- 2022 – Independent Spirit Awards[75]
  - Candidatura alla miglior interpretazione in una nuova serie a Murray Bartlett
- 2022 – Screen Actors Guild Awards[76]
  - Candidatura per il miglior attore in una miniserie o film per la televisione a Murray Bartlett
  - Candidatura per la miglior attrice in una miniserie o film per la televisione a Jennifer Coolidge
- 2022 – Television Critics Association Awards[77]
  - Candidatura alla serie dell'anno
  - Candidatura alla miglior nuova serie
- 2022 – Writers Guild of America Awards[78]
  - Candidatura alla miglior serie originale in forma lunga a Mike White

Stagione 2
- 2023 – Golden Globe[79]
  - Miglior miniserie o film per la televisione
  - Migliore attrice non protagonista in una serie, miniserie o film televisivo a Jennifer Coolidge
  - Candidatura per la miglior attore non protagonista in una serie a F. Murray Abraham
  - Candidatura per la migliore attrice non protagonista in una serie, miniserie o film televisivo a Aubrey Plaza
- 2023 – Astra Awards[80]
  - Candidatura alla miglior serie drammatica di una rete via cavo
  - Candidatura al miglior attore non protagonista in una serie drammatica di una rete televisiva o via cavo a Theo James
  - Candidatura alla miglior attrice non protagonista in una serie drammatica di una rete televisiva o via cavo a Aubrey Plaza
  - Candidatura alla miglior attrice non protagonista in una serie drammatica di una rete televisiva o via cavo a Jennifer Coolidge
  - Candidatura alla miglior sceneggiatura in una serie drammatica di una rete televisiva o via cavo a Mike White per l'episodio Arrivederci
  - Candidatura alla miglior serie in formato breve a The White Lotus: Unpacking the Episode
  - Candidatura al miglior casting per una serie drammatica
  - Candidatura ai migliori costumi contemporanei in una serie
- 2023 – British Academy Television Awards[81]
  - Candidatura alla miglior serie televisiva internazionale
  - Candidatura al miglior attore non protagonista a Will Sharpe
- 2023 – Critics' Choice Awards[82]
  - Miglior attrice non protagonista in una serie drammatica a Jennifer Coolidge
- 2023 – Premio Emmy[83][84][85]
  - Miglior attrice non protagonista in una serie drammatica a Jennifer Coolidge
  - Miglior casting per una serie drammatica a Meredith Tucker, Francesco Vedovati, Barbara Giordani
  - Miglior acconciatura per una serie contemporanea a Miia Kovero, Elena Gregorini, Italo Di Pinto per l'episodio Sequestri
  - Miglior supervisione musicale per l'episodio Gli elefanti maschi
  - Miglior colonna sonora per una serie a Cristobal Tapia de Veer per l'episodio Divertimento assicurato
  - Candidatura per la miglior serie drammatica
  - Candidatura per il miglior attore non protagonista in una serie drammatica a F. Murray Abraham
  - Candidatura per il miglior attore non protagonista in una serie drammatica a Michael Imperioli
  - Candidatura per il miglior attore non protagonista in una serie drammatica a Theo James
  - Candidatura per il miglior attore non protagonista in una serie drammatica a Will Sharpe
  - Candidatura per la miglior attrice non protagonista in una serie drammatica a Meghann Fahy
  - Candidatura per la miglior attrice non protagonista in una serie drammatica a Sabrina Impacciatore
  - Candidatura per la miglior attrice non protagonista in una serie drammatica a Aubrey Plaza
  - Candidatura per la miglior attrice non protagonista in una serie drammatica a Simona Tabasco
  - Candidatura per la miglior sceneggiatura di una serie drammatica
  - Candidatura per la miglior scenografia per una serie di narrativa contemporanea a Cristina Onori, Gianpaolo Rifino, Letizia Santucci per l'episodio Ciao
  - Candidatura per i migliori costumi per una serie contemporanea a Alex Bovaird, Brian Sprouse, Margherita Zanobetti per l'episodio That's Amore
  - Candidatura per il miglior montaggio per una serie drammatica a Heather Persons per l'episodio Sequestri
  - Candidatura per il miglior montaggio per una serie drammatica a John M. Valerio per l'episodio Arrivederci
  - Candidatura per la miglior sigla a Katrina Crawford, Mark Bashore, Lezio Lopes, Cian McKenna
  - Candidatura per il miglior trucco per una serie contemporanea a Rebecca Hickey, Federica Emidi, Francesca Antonetti, Rosa Saba per l'episodio That's Amore
- 2023 – Screen Actors Guild Awards[86]
  - Miglior cast in una serie drammatica
  - Miglior attrice in una serie drammatica a Jennifer Coolidge
- 2023 – Writers Guild of America Awards[87]
  - Miglior miniserie a Mike White
- 2023 – Television Critics Association Awards[88]
  - Candidatura alla serie dell'anno
  - Candidatura alla miglior serie drammatica

Stagione 3
- 2025 – Premio Emmy[89]
  - Candidatura alla miglior serie drammatica
  - Candidatura al miglior attore non protagonista in una serie drammatica a Walton Goggins, Jason Isaacs e Sam Rockwell
  - Candidatura al miglior attrice non protagonista in una serie drammatica a Carrie Coon, Parker Posey, Natasha Rothwell e Aimee Lou Wood
  - Candidatura al miglior attore guest star in una serie drammatica a Scott Glenn per l'episodio Istinto omicida
  - Candidatura alla miglior regia in una serie drammatica a Mike White per l'episodio Amor fati
  - Candidatura alla miglior sceneggiatura in una serie drammatica per l'episodio Festa della luna piena
  - Candidatura al miglior componimento musicale in una serie drammatica a Cristobal Tapia de Veer per l'episodio Amor fati
  - Candidatura alla miglior scenografia in una serie contemporanea (un'ora o più) per l'episodio Amor fati
  - Candidatura al miglior montaggio dell'immagine per una serie drammatica per l'episodio Amor fati
  - Candidatura ai migliori costumi contemporanei per l'episodio Stessi spiriti, nuove forme
  - Candidatura al miglior sonoro per una serie commedia o drammatica (un'ora) per l'episodio Amor fati
  - Candidatura alla miglior supervisione musicale per l'episodio Stessi spiriti, nuove forme
  - Candidatura al miglior trucco contemporaneo non prostetico per l'episodio Festa della luna piena
  - Candidatura al miglior brano in una sigla
  - Candidatura alla miglior sigla
  - Candidatura al miglior serie emergente sui social media per l'episodio Amor fati
- 2025 – Astra TV Awards[90][91]
  - Miglior attore non protagonista in una serie drammatica a Walton Goggins
  - Miglior cast in una serie drammatica di una rete via cavo
  - Candidatura alla miglior serie drammatica
  - Candidatura alla miglior attore non protagonista in una serie drammatica a Jason Isaacs e Sam Rockwell
  - Candidatura alla miglior attrice non protagonista in una serie drammatica a Carrie Coon, Parker Posey e Aimee Lou Wood
  - Candidatura al miglior attore guest star in una serie drammatica a Scott Glenn
  - Candidatura alla miglior regia in una serie drammatica a Mike White per l'episodio Festa della luna piena
  - Candidatura alla miglior sceneggiatura in una serie drammatica a Mike White per l'episodio Festa della luna piena